# 化学工学会
公益社団法人化学工学会（かがくこうがくかい、英: Society for Chemical Engineers, Japan）は、日本の化学工学の学術団体。1936年（昭和11年）設立。

## 概要
研究成果が産業の発展に寄与するため産業界との結びつきが強く、会員の中には大学などの研究機関のみならず、企業やその従業員も多い。2010年（平成22年）2月現在の会員数は8742人（内、正会員6535人、学生会員1527人、法人会員507社など）となっている。日本全国に支部があり、大会や部会などの学会活動を積極的に展開している。学術雑誌では「化学工学論文集」と「Journal of Chemical Engineering of Japan」を発行している。
2011年3月11日の東日本大震災に際しては、3月28日に「大震災による東日本の電力不足に関する緊急提言」を公表。

## 沿革
- 1936年（昭和11年） - 化学機械協会として発足（会長：小林久平）。東京に拠点を置く。会誌「化学工学」を発刊。
- 1953年（昭和28年） - 東海支部を設立。
- 1955年（昭和30年） - 関東支部と関西支部を設立。
- 1956年（昭和31年） - 名称を化学工学協会に改称。
- 1966年（昭和41年） - 第1回化学プラントショーを開催。
- 1968年（昭和43年）
  - 学術雑誌「Journal of Chemical Engineering of Japan」を発刊。
  - 学術雑誌「化学工学論文集」を会誌「化学工学」から分離するかたちで発刊。
- 1972年（昭和47年） - 第1回太平洋化学工学会議（PACHEC ’72）を開催。
- 1975年（昭和50年） - The Asian Pacific Confederation of Chemical Engineering (APCChE) に加盟。
- 1976年（昭和51年） - 第1回化学工学世界会議に参加。
- 1987年（昭和62年） - 九州支部を設立。
- 1989年（平成元年） - 社団法人化に伴い社団法人化学工学会に改称。
- 1997年（平成9年） - 東北支部を設立。
- 1999年（平成11年） - 北海道支部と中国四国支部を設立。
- 2000年（平成12年） - 第1回日中化学工学シンポジウムを開催。
- 2001年（平成13年） - 世界化学工学連合に加盟。
- 2004年（平成16年） - APCChE 2004を開催。
- 2007年（平成19年） - 日本化学連合に加盟。
- 2010年（平成22年） - 公益法人制度改革に伴い公益社団法人となる。

## 組織

### 本部
- 事務局 - 〒112-0006 東京都文京区小日向四丁目6番19号　共立会館5階
- 会議室 - 〒112-0012 東京都文京区大塚一丁目5番23号　茗渓会館

### 支部
- 北海道支部 - 〒060-0819　北海道札幌市北区北19条西113丁目 北海道市工業試験場内
  - 北海道懇話会

- 東北支部 - 〒980-8579　宮城県仙台市青葉区荒巻字青葉六丁目6番7号　東北大学工学部化学・バイオ工学科内
  - 青森化学工学懇話会、秋田化学工学懇話会、岩手化学工学懇話会、山形化学工学懇話会、宮城化学工学懇話会、福島化学工学懇話会

- 関東支部 - 所在地：〒112-0006　東京都文京区小日向四丁目6番19号 共立会館5階
  - 新潟地方化学工学懇話会、北関東化学技術懇話会、つくば化学技術懇話会、神奈川技術懇話会

- 東海支部 - 〒460-0008　愛知県名古屋市中区栄二丁目17番22号　名古屋市科学館内
  - 静岡化学工学懇話会

- 関西支部 - 〒550-0004　大阪市西区靱本町一丁目8番4号　大阪科学技術センター内
  - 北陸化学工学懇話会、播磨産業懇話会
- 中国四国支部 - 〒755-8611　山口県宇部市常盤台二丁目16番1号　山口大学工学部応用化学科内
  - 岡山地区化学工学懇話会、徳島化学工学懇話会、山口地区化学工学懇話会、中国地区化学工学懇話会

- 九州支部 - 〒819-0395 福岡市西区元岡744番地　九州大学工学部化学プロセス教室内
  - 北九州化学工学懇話会、東九州化学工学懇話会、西九州化学工学懇話会、南九州化学工学懇話会、沖縄化学工学懇話会

### 部会
化学工学そのものが学問領域のボーダレス化によって判りにくくなったことや、活動が外部・内部から見えにくいことなどを改善するため、2000年（平成22年）に導入された。大きく「基盤技術分野」と「展開技術分野」に分類される。基盤技術分野は化学工学の基盤である単位操作を対象とし、展開技術分野はこれらの基盤技術の特定分野への応用・展開を対象とする。

#### 基盤技術分野
化学工学の基盤である単位操作をベースとしており、化学工学の基盤としての重要性ばかりでなく、その学問的深化は各研究分野における「真のブレークスルー」をもたらすことが期待される。さらに、技術者教育や学問体系の構築・展開においても重要な役割を果たす。
- 基礎物性部会 (PR)
- 粒子・流体プロセス部会 (FP)
- 熱工学部会 (HT)
- 分離プロセス部会 (SP)
- 反応工学部会 (CR)
- システム・情報・シミュレーション部会 (SIS)

#### 展開技術分野
現在の社会が最も求めている研究・技術に対して基盤技術を駆使することで社会の要請に応える、そのような研究の応用展開を担う。さらに、分子オーダーから実プロセスまでを有機的に統合する。
- バイオ部会 (BE)
- 超臨界流体部会 (SF)
- エネルギー部会 (EE)
- 安全部会 (SA)
- エレクトロニクス部会 (EL)
- 材料・界面部会 (MI)
- 環境部会 (EN)

### 委員会
国際交流委員会
- 学術・技術の国際交流に積極的に取り組むための組織。

企画運営委員会、留学生小委員会、国際会議実行委員会、中国委員会、韓国委員会、欧米委員会、ASEAN委員会、WCEC委員会、APCChE委員会
表彰委員会
- 化学工学における研究、教育、技術開発及び国際交流を含めた学会活動への功績事項について、学会として表彰を行うための組織。

学会賞選考委員会、研究賞選考委員会、研究奨励賞選考委員会、技術賞選考委員会、技術奨励賞選考委員会、功労賞選考委員会
センター連絡会議
- 化学工学会の各センター・各CTの円滑な運営及び活性化に寄与するための組織。各センター・各CT間の連絡調整を図るほか、本部大会に関連する事項の審議・企画運営を行う。

運営会議、本部大会連絡委員会
男女共同参画委員会
- 化学工学における調査・研究を活性化するべく、男女が共同で参画する社会を形成していくための組織。

地域CT
- 本会及び地域活動の活性化と効率化に寄与するための組織。支部活動の支援を行いつつ、支部間の連携及び他のセンター・部会CTとの連携を進める。

産学官連携センター
- センター・部会・委員会及び支部等の横断的な産学官連携を円滑にとり進めるための組織。広範な産学官連携推進活動を行う。

運営会議（化学産業技術フォーラム）、開発型企業の会、SCE・Net、グローバルテクノロジー委員会、経営システム研究委員会、インターンシップ委員会
情報サービスセンター
- 化学工学における新規性の創出、体系化と継承、知識及び技術の有用性についての啓発、技術発展への寄与、会員への会務情報周知、会員間連携の支援などを、本会及びその関連名称を使用した印刷物情報、電子媒体情報の提供によって実施するための組織。

運営会議、編集会議、化工誌編集委員会、論文誌編集委員会、出版委員会、広告委員会、ホームページ委員会、ホームページ小委員会
戦略企画センター
- 化学工学会の各部会のみならず、他の学問領域、分野、学協会と広く連携しつつ、新しい化学工学の体系化、基盤機構及び国際的展開を戦略的に企画立案するための組織。

運営会議、戦略シンクタンク委員会、75周年記念事業準備委員会
人材育成センター
- 高等教育機関における教育から社会人教育まで、技術者の生涯にわたる教育を支援するための組織。

理科教育委員会、高等教育委員会、教育審査委員会、継続教育委員会、経営ゼミナール委員会、資格制度運営委員会、夢化学委員会、教育奨励賞選考委員会

## 構成員
化学工学会はすべて会員から構成される。会員には、正会員、学生会員、教育会員、特別会員、維持会員、地区会員、名誉会員があり、正会員の中から役員と代議員が選任される。役員と代議員が会の民法上の社員である。
|             | 正会員 | 学生会員 | 維持会員（口数） | 特別会員（口数） | 地区会員（口数） | 前会長・名誉会員 | 計    |
| ----------- | ------ | -------- | ---------------- | ---------------- | ---------------- | ---------------- | ----- |
| 2004年2月末 | 7,570  | 1,455    | 116 (138)        | 246 (246)        | 152 (153)        | 97               | 9,722 |
| 2005年2月末 | 7,188  | 1,325    | 115 (134)        | 250 (259)        | 175 (176)        | 97               | 9,233 |
| 2006年2月末 | 7,032  | 1,403    | 116 (135)        | 257 (266)        | 186 (187)        | 96               | 9,171 |
| 2007年2月末 | 7,058  | 1,498    | 115 (134)        | 254 (254)        | 184 (185)        | 98               | 9,285 |
| 2008年2月末 | 6,854  | 1,546    | 115 (134)        | 259 (259)        | 180 (181)        | 93               | 9,124 |
| 2009年2月末 | 6,778  | 1,524    | 111 (129)        | 257 (257)        | 181 (182)        | 95               | 9,023 |
| 2010年2月末 | 6,535  | 1,527    | 105 (122)        | 237 (237)        | 165 (167)        | 98               | 8,742 |
| 2011年2月末 | 6,256  | 1,659    | 102 (117)        | 220 (220)        | 154 (156)        | 96               | 8,562 |

### 会員
- 正会員 - 化学工学、化学工業、化学機械について学識経験を有する者。
- 学生会員 - 正会員に準ずる資格を有し、かつ、大学またはこれに準ずる学校に在籍する学生。
- 教育会員 - 正会員に準ずる資格を有し、かつ、中学校または高等学校教育に従事する者。
- 特別会員 - 会の目的に賛同し、これに協力する法人またはその事業所。
- 維持会員 - 会の目的に賛同し、その事業遂行のためこれに援助をなす法人。
- 地区会員 - 会の目的に賛同し、限定された地域において本会の活動を支援する法人またはその事業所。
- 名誉会員 - 会の目的に関し功績のあった者の中から、総会の承認を得た者。

#### 特別会員一覧
- 株式会社アーステクニカ
- 株式会社IHIプラントエンジニアリング
- アイカ工業株式会社
- 愛知電機株式会社
- 株式会社アイテック
- アイメックス株式会社
- 秋田住友ベーク株式会社
- 旭カーボン株式会社
- 旭化成ケミカルズ株式会社　水島支社
- 味の素エンジニアリング株式会社
- 味の素AGF株式会社
- アステラス製薬株式会社
- 株式会社アスペンテックジャパン
- 株式会社ADEKA 研究企画部
- ADEKA総合設備株式会社
- 荒川化学工業株式会社
- 石原産業株式会社　四日市工場
- 株式会社伊藤製作所
- 株式会社井上製作所
- クミアイ化学工業株式会社
- イビデン株式会社
- UBE株式会社
- エア・ウォーター・プラントエンジニアリング株式会社
- エーザイ株式会社
- 江守情報株式会社
- 大川原化工機株式会社
- 株式会社大川原製作所
- 大塚化学株式会社
- 大塚製薬株式会社
- 小野薬品工業株式会社
- 株式会社オメガシミュレーション
- オルガノ株式会社
- カツラギ工業株式会社
- 株式会社川崎技研
- 関西熱化学株式会社
- 関西ペイント株式会社
- 関東天然瓦斯開発株式会社　茂原鉱業所
- キッコーマン食品株式会社
- 株式会社キャタラー
- キヤノン株式会社生産技術本部生産技術研究所
- 株式会社金陽社
- クボタ化水株式会社
- クラレエンジニアリング株式会社
- 株式会社栗田機械製作所
- KHネオケム株式会社四日市工場
- 計測エンジニアリングシステム株式会社
- 株式会社KRI
- 晃栄産業株式会社
- コスモエンジニアリング株式会社
- 株式会社ササクラ
- 佐竹化学機械工業株式会社
- サッポロビール株式会社価値創造フロンティア研究所
- 三協立山株式会社　三協アルミ社
- 株式会社三進製作所
- サンドビック株式会社プロセスシステム事業部
- 三洋化成工業株式会社
- JXエンジニアリング株式会社
- JNC株式会社
- JNCエンジニアリング株式会社
- JFEエンジニアリング株式会社
- 株式会社J-オイルミルズ
- 株式会社資生堂
- 清水建設株式会社
- 昭和化学工業株式会社
- 株式会社レゾナック・ホールディングス
- レゾナック・ガスプロダクツ株式会社
- （公社）新化学技術推進協会
- レイズネクスト株式会社
- 新東工業株式会社　環境事業部
- 日鉄エンジニアリング株式会社
- 日本製鉄株式会社
- 日鉄ケミカル&マテリアル株式会社
- 新日本空調株式会社　技術研究所
- 住重プラントエンジニアリング株式会社
- 住友大阪セメント株式会社
- 住友化学株式会社　大分工場
- 住友ケミカルエンジニアリング株式会社
- 住友重機械プロセス機器株式会社
- 住友精化株式会社
- 住友電気工業株式会社　エレクトロニクス・材料研究所
- 住友ベークライト株式会社
- 株式会社西部技研
- ゼオンケミカルズ米沢株式会社
- （一財）カーボンフロンティア機構 - 旧・石炭エネルギーセンター
- セントラル硝子株式会社　化学研究所（宇部）
- 綜研テクニックス株式会社
- 曽田香料株式会社
- ダイキン工業株式会社
- 大同ケミカルエンジニアリング株式会社
- 大日本印刷株式会社　生産総合研究所
- 太平化成株式会社
- 太平洋セメント株式会社
- 大鵬薬品工業株式会社
- 太洋化学工業株式会社
- 田岡化学工業株式会社
- タキロンシーアイ株式会社
- 株式会社タクマ
- 竹本油脂株式会社
- 中央化工機株式会社
- 中外製薬株式会社 浮間事業所
- 月島環境エンジニアリング株式会社
- DIC株式会社千葉工場
- 株式会社帝国電機製作所
- 株式会社テクノスマート 滋賀工場
- 株式会社テクノ菱和　技術開発研究所
- デンカ株式会社　大牟田工場
- 株式会社デンソー
- （一財）電力中央研究所　環境科学研究所
- 東海カーボン株式会社
- 東京インキ株式会社　吉野原事業所
- 株式会社東芝
- 東洋インキSCホールディングス株式会社
- 東洋合成工業株式会社
- 株式会社徳寿工作所
- 戸田工業株式会社
- 富山化学工業株式会社 富山事業所
- トヨタ自動車株式会社
- 株式会社豊田中央研究所
- ナイカイ塩業株式会社
- 長瀬産業株式会社　研究開発センター
- 株式会社奈良機械製作所
- 日油株式会社　愛知事業所
- 日揮ユニバーサル株式会社
- 日清オイリオグループ株式会社　横浜磯子工場
- 日曹エンジニアリング株式会社
- 日本製紙株式会社
- 日本エゼクター・エンジニアリング株式会社
- 日本カーバイド工業株式会社
- 日本化学工業株式会社
- （一社）日本化学工業協会
- 日本ガス株式会社
- 日本化成株式会社
- 日本化薬株式会社
- 日本軽金属株式会社　清水工場
- 日本軽金属株式会社 グループ技術センター
- 日本コークス工業株式会社
- 株式会社日本触媒　川崎製造所千鳥工場
- 日本新薬株式会社
- 日本曹達株式会社
- 日本たばこ産業株式会社
- 日本たばこ産業株式会社　たばこ中央研究所
- 新日本電工株式会社　徳島工場
- 株式会社バルカー
- 日本ファインセラミックス株式会社
- （公社）日本プラントメンテナンス協会
- 日本ペイント株式会社
- 日本ポリウレタン工業株式会社　南陽本部
- 日本リファイン株式会社
- 八光産業株式会社　中津工場
- パナソニック株式会社 エコソリューションズ社
- ハネウェルジャパン株式会社
- ハリマ化成グループ株式会社
- 阪和化工機株式会社
- ピーエスイージャパン
- 株式会社日阪製作所
- カナデビア株式会社
- 株式会社フジキン　大阪工場
- 不二製油株式会社
- 富士フイルム和光純薬株式会社
- プライミクス株式会社
- 保土谷化学工業株式会社
- 株式会社堀場アドバンストテクノ
- 株式会社堀場製作所
- マナック株式会社　福山工場
- 丸善CHIホールディングス株式会社
- 丸善石油化学株式会社
- 水澤化学工業株式会社　中条工場
- 三井化学株式会社　大牟田工場、大阪工場
- 三井金属鉱業株式会社　総合研究所
- 三井造船プラントエンジニアリング株式会社
- 株式会社ミツカンサンミ
- 三菱ケミカル株式会社
- 三菱化学エンジニアリング株式会社
- 三菱製紙株式会社　総合研究所生産技術センター
- 三ツ星ベルト株式会社
- 株式会社武蔵野化学研究所
- 株式会社村田製作所
- 株式会社明治
- メタウォーター株式会社
- モメンティブ・パフォーマンス・マテリアルズ・ジャパン合同会社
- 株式会社大和三光製作所
- 有機合成薬品工業株式会社 常磐工場
- 横河電機株式会社
- 吉野石膏株式会社
- 四日市合成株式会社
- 株式会社リコー 沼津事業所
- リマテック株式会社 堺SC工場
- ロート製薬株式会社

#### 維持会員一覧
- 三菱ケミカル株式会社
- 千代田化工建設株式会社
- 東洋エンジニアリング株式会社
- 日揮ホールディングス株式会社
- 旭化成株式会社
- 出光興産株式会社
- 三井化学株式会社
- AGC株式会社
- 味の素株式会社
- 株式会社カネカ
- 住友化学株式会社
- 東レ株式会社
- 株式会社IHI
- 株式会社石垣
- 荏原環境プラント株式会社
- ENEOS株式会社
- 大阪ガス株式会社
- 花王株式会社　加工・プロセス開発研究所
- 鹿島石油株式会社
- 川崎重工業株式会社　技術研究所
- 関西化学機械製作株式会社
- 木村化工機株式会社
- 株式会社クラレ
- 栗田工業株式会社　クリタ開発センター
- 株式会社栗本鐵工所
- 株式会社クレハ
- 株式会社神戸製鋼所
- コスモ石油株式会社
- サントリー株式会社
- JSR株式会社
- JNC株式会社
- JFEスチール株式会社　スチール研究所
- JFEケミカル株式会社
- 塩野義製薬株式会社
- レゾナック・ホールディングス株式会社
- 信越化学工業株式会社
- 株式会社神鋼環境ソリューション播磨製作所
- 日本製鉄株式会社　技術開発本部
- 日鉄ケミカル&マテリアル株式会社
- 住友ベークライト株式会社
- 綜研化学株式会社
- 第一三共株式会社　プロセス技術研究所
- 株式会社ダイセル 姫路技術本社
- 株式会社大阪ソーダ
- 大日精化工業株式会社
- 日本酸素ホールディングス株式会社
- 武田薬品工業株式会社　製薬研究所
- 田辺三菱製薬株式会社
- 中国電力株式会社　エネルギア総合研究所
- 月島ホールディングス株式会社
- DIC株式会社
- 帝人株式会社
- デンカ株式会社
- （一財）電力中央研究所 エネルギー技術研究所
- 東亞合成株式会社
- 東京ガス株式会社
- 東ソー株式会社
- TOTO株式会社
- 東邦ガス株式会社
- 東洋紡株式会社
- 株式会社トクヤマ
- 日産化学株式会社
- 日東電工株式会社
- 日本ガイシ株式会社　研究開発本部
- 日本化学機械製造株式会社
- 日本合成化学工業株式会社
- 株式会社日本触媒　吹田研究所
- 日本ゼオン株式会社
- （一社）日本能率協会
- 日本ベル株式会社
- 株式会社ノリタケカンパニーリミテド
- ファイザー・ファーマ株式会社　名古屋工場
- 富士フイルム株式会社　神奈川工場足柄サイト
- 兵神装備株式会社
- ホソカワミクロン株式会社
- 株式会社三井E&S　幕張センター
- 三菱化工機株式会社
- 三菱ガス化学株式会社
- 三菱重工業株式会社　機械・鉄鋼事業本部
- 三菱商事株式会社
- ライオン株式会社
- 株式会社LIXIL住設・建材カンパニー
- リンナイ株式会社

#### 地区会員一覧
- 株式会社九電工　研究開発センター
- 株式会社日本製鋼所　機械研究所
- 北海道電力株式会社　総合研究所
- 秋田石油備蓄株式会社
- 株式会社アクトリー
- 株式会社アコー
- 赤穂化成株式会社
- 株式会社アサカ理研
- 旭コークス工業株式会社
- 旭有機材株式会社
- 出光興産株式会社　北海道製油所
- インベンシスプロセスシステムス株式会社
- 宇部マテリアルズ株式会社
- 馬居化成工業株式会社
- エア・ウォーター株式会社
- AGCエスアイテック株式会社
- エコサイクル株式会社
- NSスチレンモノマー株式会社　大分製造所
- 株式会社大阪チタニウムテクノロジーズ
- 大橋化学工業株式会社
- 大原薬品工業株式会社
- カイゲンファーマ株式会社
- 化興株式会社
- 川重冷熱工業株式会社
- 株式会社カワタ
- 北日本電線株式会社
- キャタリストリサーチ株式会社
- 九州住友ベークライト株式会社
- 協和キリン株式会社　宇部工場
- 協和発酵バイオ株式会社　山口事業所
- 霧島酒造株式会社
- 桐生瓦斯株式会社
- 株式会社クレハ　いわき事業所
- 株式会社クレハエンジニアリング
- 株式会社クレハ環境
- 黒金化成株式会社
- 株式会社クロセ
- 興人フィルム&ケミカルズ株式会社　八代工場
- 株式会社興徳クリーナー
- 神戸天然物化学株式会社
- 小島プレス工業株式会社
- 株式会社コベルコ科研
- 薩摩酒造株式会社
- 三協化成株式会社　安芸津事業所
- サングレイン株式会社
- サンケイ化学株式会社
- JSRエンジニアリング株式会社
- ENEOS株式会社 根岸製油所
- ENEOS喜入基地株式会社
- 柴田科学株式会社
- 下関三井化学株式会社
- 常陽エンジニアリング株式会社
- レゾナック・ホールディングス株式会社　プロセス・ソリューションセンター
- 株式会社シンコー
- 住友化学株式会社　三沢工場
- 積水化学工業株式会社
- 株式会社セテック
- 第一工業製薬株式会社
- 第一三共プロファーマ株式会社　秋田工場
- 大鵬薬品工業株式会社
- 太陽石油株式会社　山口事業所
- ダウ・ケミカル日本株式会社　衣浦工場
- 高砂香料工業株式会社　磐田工場
- 株式会社高田工業所
- 株式会社田中化学研究所
- タナベウィルテック株式会社　東京支店
- 田辺三菱製薬工場株式会社　小野田工場
- 中央シリカ株式会社　本社工場
- 月島環境エンジニアリング株式会社　九州事務所
- 帝人化成株式会社　松山工場
- テーブルマーク株式会社
- 電源開発株式会社　技術開発センター茅ヶ崎研究所
- TOAエンジニアリング株式会社
- 東亜熱研工業株式会社
- 東ソー株式会社　南陽技術センター
- 東ソー株式会社　四日市研究所
- 東ソー・ゼオラム株式会社
- 東北緑化環境保全株式会社
- 東洋合成工業株式会社　千葉工場
- 東洋鋼鈑株式会社　技術研究所
- TOYO TIRE株式会社　研究開発センター
- 東洋紡株式会社　岩国機能膜工場
- 東レ・ファインケミカル株式会社　東海工場
- 東和薬品株式会社
- トーヨーカラー株式会社
- 株式会社東洋テクニカ
- 株式会社戸上電機製作所
- ナガセケムテックス株式会社　播磨事業所
- 南日汽缶工業株式会社
- 西酒造株式会社
- 西日本プラント工業株式会社
- 日亜化学工業株式会社
- 日油株式会社
- 日金加工株式会社
- 日空工業株式会社
- 日本ガイシ株式会社
- 日本錬水株式会社
- 日本エイアンドエル株式会社
- 日本エリーズマグネチックス株式会社
- 日本ギア工業株式会社
- 日本ケッチェン株式会社
- 日本ケミコン株式会社
- 株式会社日本製鋼所　室蘭製作所
- 株式会社サナス
- 日本乳化剤株式会社　川崎事業所
- 日本ファーネス株式会社
- 日本マイクロバイオファーマ株式会社
- 野村興産株式会社　イトムカ鉱業所
- 長谷川香料株式会社
- 濵田酒造株式会社
- パンパシフィック・カッパー株式会社　佐賀関製錬所
- 株式会社日立プラントテクノロジー
- 株式会社日立プラントテクノロジー　中部支店・関西支社・九州支社
- 株式会社ファンクショナル・フルイッド
- 富士石油株式会社
- 富士フィルター工業株式会社
- 藤本化学製品株式会社　研究所
- ペルメレック電極株式会社
- 北斗工機株式会社
- 北海製鉄株式会社
- 株式会社北海道エコシス
- 株式会社北海道ゴム工業所
- 北海道曹達株式会社
- 北海道糖業株式会社
- 北海道三井化学株式会社
- 北興化工機株式会社
- HOYA株式会社
- 株式会社マキノ
- 松田産業株式会社
- 三菱化学ハイテクニカ株式会社　直江津事業所
- 三菱ガス化学株式会社　水島工場
- 三菱重工業株式会社　技術統括本部長崎研究所
- 三丸化学株式会社
- 宮城県産業技術総合センター
- 森永乳業株式会社　装置開発研究所
- 矢崎エナジーシステム株式会社
- 矢崎総業株式会社　技術研究所
- ヤマト電子株式会社
- 雪印メグミルク株式会社
- 雪印メグミルク株式会社　札幌研究所
- 株式会社Ligaric
- 理研ビタミン株式会社
- 株式会社ルネッサンス・エナジー・リサーチ

#### 名誉会員一覧
| 名前              | 就任日 | 名前           | 就任日 | 名前           | 就任日 |
| ----------------- | ------ | -------------- | ------ | -------------- | ------ |
| Benjamin C.-Y. Lu | 1994年 | L. T. Fan      | 1996年 | Olaf A. Hougen | 1981年 |
| R. B. Bird        | 1990年 | Riki Kobayashi | 1993年 | 青木隆一       | 1989年 |
| 明畠高司          | 1996年 | 浅田弥平       | 1980年 | 浅野康一       | 2007年 |
| 味香 修           | 1990年 | 足名芳郎       | 1998年 | 油川 博        | 1999年 |
| 綾部孝夫          | 2008年 | 新井邦夫       | 2008年 | 井伊谷鋼一     | 1983年 |
| 碇 醇             | 1997年 | 伊藤龍象       | 1993年 | 伊藤昌壽       | 1991年 |
| 伊藤俊明          | 2009年 | 井上一郎       | 1990年 | 井上博愛       | 1995年 |
| 石田清春          | 1989年 | 櫟原四郎       | 1988年 | 伊藤四郎       | 1987年 |
| 内田俊一          | 1966年 | 上床珍彦       | 1997年 | 江見 準        | 2003年 |
| 大内貞雄          | 2008年 | 大野碩十郎     | 1968年 | 大島榮次       | 1998年 |
| 大島敏男          | 2002年 | 大塚英二       | 1985年 | 大塚忠比古     | 1974年 |
| 大竹伝雄          | 1986年 | 大谷茂盛       | 1991年 | 大橋九万雄     | 1978年 |
| 大平 晃           | 2007年 | 大山義年       | 1973年 | 岡上明雄       | 1998年 |
| 岡崎守男          | 1999年 | 岡野重雄       | 1981年 | 岡村幸雄       | 1969年 |
| 奥田 聰           | 1988年 | 奥出達都摩     | 1992年 | 小合康長       | 1991年 |
| 越智健二          | 2008年 | 恩田格三郎     | 1977年 | 架谷昌信       | 2007年 |
| 影山 脩           | 1996年 | 笠原幸雄       | 1996年 | 片岡邦夫       | 2006年 |
| 片岡 健           | 1997年 | 片山 俊        | 1992年 | 勝村龍雄       | 1980年 |
| 加藤邦夫          | 2006年 | 加藤康夫       | 1994年 | 鎌田太一       | 1994年 |
| 亀井三郎          | 1966年 | 川崎京市       | 1981年 | 河添邦太朗     | 1987年 |
| 河村祐治          | 1999年 | 紀 俊道        | 1985年 | 貴田勝造       | 1986年 |
| 岸本泰延          | 1990年 | 木村 允        | 1998年 | 木村尚史       | 2000年 |
| 久郷昌夫          | 1989年 | 楠 浩一郎      | 1994年 | 国井大蔵       | 1989年 |
| 欅田榮一          | 1997年 | 小島和夫       | 2003年 | 児玉信次郎     | 1973年 |
| 小林 猛           | 2007年 | 小林晴夫       | 1993年 | 駒沢 勲        | 2005年 |
| 五味眞平          | 1990年 | 今野宏卓       | 2006年 | 斎藤正三郎     | 1997年 |
| 斉藤辰雄          | 1974年 | 酒井信之       | 1993年 | 佐田榮三       | 1996年 |
| 佐藤一雄          | 1975年 | 澤村治夫       | 2001年 | 篠田治男       | 1986年 |
| 篠原 久           | 1989年 | 下山修三       | 1990年 | 白井 隆        | 1985年 |
| 白戸紋平          | 1989年 | 城塚 正        | 1987年 | 神保元二       | 1995年 |
| 末沢慶忠          | 1975年 | 菅原拓男       | 2009年 | 杉山幸男       | 1981年 |
| 鈴木 明           | 1980年 | 隅田隆太郎     | 1990年 | 高橋照男       | 1998年 |
| 髙橋正俊          | 2006年 | 高原知義       | 1980年 | 高松武一郎     | 1990年 |
| 竹内 雍           | 1995年 | 只木偵力       | 1997年 | 舘 糾          | 1993年 |
| 谷垣昌敬          | 2008年 | 谷山 巖        | 2002年 | 玉置明善       | 1979年 |
| 桐栄良三          | 1987年 | 東畑平一郎     | 1986年 | 戸塚安昭       | 1994年 |
| 東稔節冶          | 2006年 | 豊倉 賢        | 1998年 | 内藤雅喜       | 1977年 |
| 中 宏             | 1992年 | 中井 資        | 1990年 | 中尾勝實       | 2008年 |
| 中川恭一          | 2002年 | 中川 保        | 2009年 | 中川有三       | 1970年 |
| 中塩文行          | 1999年 | 中島 敏        | 1982年 | 中島正基       | 2000年 |
| 中東素男          | 2003年 | 中原俊輔       | 2003年 | 中山栄次郎     | 1985年 |
| 西川虎次郎        | 1980年 | 西野知良       | 1989年 | 西山忠夫       | 1989年 |
| 野田泰夫          | 1989年 | 信江道生       | 2000年 | 橋本健治       | 2001年 |
| 八田四郎次        | 1966年 | 服部充生       | 2006年 | 原田珍重       | 1972年 |
| 原納淑郎          | 1994年 | 早川豊彦       | 1997年 | 萬代彦次郎     | 1979年 |
| 疋田晴夫          | 1991年 | 樋口敬一       | 2004年 | 平井英二       | 1997年 |
| 平岡節郎          | 2006年 | 平田 彰        | 2001年 | 平田光穂       | 1988年 |
| 藤田重文          | 1975年 | 藤本敏男       | 1992年 | 古川昌彦       | 1999年 |
| 古崎新太郎        | 2003年 | 前田四郎       | 1982年 | 松下元彦       | 2004年 |
| 松波泰造          | 1988年 | 松本 繁        | 2009年 | 間中次郎       | 1977年 |
| 水科篤郎          | 1987年 | 箕田寛一       | 1980年 | 宮内照勝       | 1986年 |
| 宮武 修           | 2004年 | 村上雄一       | 1997年 | 森 滋勝        | 2008年 |
| 森 八蔵           | 1982年 | 森 芳郎        | 1980年 | 森田徳義       | 1981年 |
| 森本一郎          | 1985年 | 守谷恒夫       | 2000年 | 八木 栄        | 1973年 |
| 柳下芳輝          | 1991年 | 矢野武夫       | 1981年 | 山下貞二       | 1990年 |
| 山田幾穂          | 1995年 | 山本 寛        | 1981年 | 八幡屋 正      | 1980年 |
| 吉岡直哉          | 1986年 | 吉田譲次       | 1991年 | 吉田哲夫       | 1981年 |
| 吉田高年          | 1989年 | 吉田文武       | 1978年 | 吉田正樹       | 1991年 |
| 吉留 浩           | 1995年 | 頼實正弘       | 1985年 | 若尾法昭       | 1996年 |
| 若林嘉一郎        | 1993年 | 和田正雄       | 1974年 | 渡辺英二       | 2005年 |
| 渡邊忠淳          | 2004年 | 渡会正三       | 1980年 |                |        |

### 役員
役員には理事（20 - 25名）と監事（2 - 3名）があり、理事の中から会長（1名）と副会長（3 - 4名）が選任される。
- 理事 - 会の業務を執行する。任期は2年（再任可）
  - 会長 - 会を代表し、会務を統括する。任期は1年（再任可）
  - 副会長 - 会長を補佐し、会長に事故があるときは、その職務を代行する
- 監事 - 財産の状況及び理事の業務執行を監査する

| 名前       | 就任期間                | 名前       | 就任期間             |
| ---------- | ----------------------- | ---------- | -------------------- |
| 小林久平   | 1936年11月 - 1938年12月 | 内田俊一   | 1939年1 - 1942年12月 |
| 後藤 尚    | 1943年1 - 1946年12月    | 大野 巌    | 1947年1 - 1950年12月 |
| 亀井三郎   | 1951年1 - 1954年12月    | 八田四郎次 | 1955年1 - 1957年2月  |
| 大野碩十郎 | 1957年3 - 1959年2月     | 大山義年   | 1959年3 - 1961年2月  |
| 矢木 栄    | 1961年3 - 1963年2月     | 児玉信次郎 | 1963年3 - 1965年2月  |
| 藤田重文   | 1965年3 - 1967年2月     | 玉置明善   | 1967年3 - 1969年2月  |
| 八谷泰造   | 1969年3 - 1971年2月     | 原田珍重   | 1969年3 - 1971年2月  |
| 山本 寛    | 1971年3 - 1973年2月     | 内藤雅喜   | 1973年3 - 1975年2月  |
| 前田四郎   | 1975年3 - 1976年2月     | 水科篤郎   | 1976年3 - 1977年2月  |
| 川崎京市   | 1977年3 - 1978年2月     | 勝村龍雄   | 1978年3 - 1979年2月  |
| 宮内照勝   | 1979年3 - 1980年2月     | 岡林次男   | 1980年3 - 1981年2月  |
| 森本一郎   | 1981年3 - 1982年2月     | 桐栄良三   | 1982年3 - 1983年2月  |
| 国井大蔵   | 1983年3 - 1984年2月     | 篠田治男   | 1984年3 - 1985年2月  |
| 伊藤昌壽   | 1985年3 - 1986年3月     | 高松武一郎 | 1986年3 - 1987年3月  |
| 大谷茂盛   | 1987年4 - 1988年3月     | 岸本泰延   | 1988年4 - 1989年3月  |
| 吉田正樹   | 1989年4 - 1990年3月     | 早川豊彦   | 1990年4 - 1991年3月  |
| 舘 糾      | 1991年4 - 1992年3月     | 斎藤正三郎 | 1992年4 - 1993年3月  |
| 笠原幸雄   | 1993年4 - 1994年3月     | 橋本健治   | 1994年4 - 1995年3月  |
| 上床珍彦   | 1995年4 - 1996年3月     | 古崎新太郎 | 1996年4 - 1997年3月  |
| 古川昌彦   | 1997年4 - 1998年3月     | 架谷昌信   | 1998年4 - 1999年3月  |
| 澤村治夫   | 1999年4 - 2000年3月     | 片岡邦夫   | 2000年4 - 2001年3月  |
| 中東素男   | 2001年4 - 2002年3月     | 小宮山 宏  | 2002年4 - 2003年4月  |
| 渡辺英二   | 2003年4 - 2004年4月     | 新井邦夫   | 2004年4 - 2005年4月  |
| 大平 晃    | 2005年4 - 2006年4月     | 三浦孝一   | 2006年4 - 2008年4月  |
| 正野寛治   | 2008年4 - 2009年4月     | 土屋 隆    | 2009年4 - 2010年4月  |
| 中尾真一   | 2010年4 - 2012年3月     | 久保田 隆  | 2012年3 - 2013年3月  |
| 竹内敬介   | 2013年3 - 2014年4月     | 前一廣     | 2014年4 - 2016年3月  |
| 菅原公一   | 2016年4 - 2017年4月     | 藤原健嗣   | 2017年4 - 2018年4月  |
| 阿尻雅文   | 2018年4 - 2020年4月     | 石戸利典   | 2020年4 - 2021年4月  |
| 石飛修     | 2021年4 - 2022年4月     | 松方正彦   | 2022年4 -            |

### 代議員
正会員の中から250 - 300名の代議員が、正会員の投票によって選ばれる。任期は2年（再任可）。

## 活動内容

### 出版・刊行物

#### 定期刊行物
- 会誌「化学機械」
- 会誌「化学機械協会年報」
- 会誌「化学工学」
- 学術雑誌「Journal of Chemical Engineering of Japan」
- 学術雑誌「化学工学論文集」

#### 書籍
- 化学機械協会（編）『化学機械叢書 第1輯』 - 科学社，1947年．
- 化学機械協会（編）『化学機械用日本標準規格集』 - 化学機械協会，1948年．
- 化学機械協会（編）『化学工学講義 第1輯』 - 修教社，1949年．
- 化学機械協会（編）『化学工学講義 第2輯』 - 丸善出版，1950年．
- 化学機械協会（編）『化学工学の進歩』 - 修教社，1949年．
- 化学機械協会（編）『化学工学便覧』 - 丸善出版，1950年．
- 化学機械協会（編）『化学工学辞典』 - 丸善，1953年．
- 化学機械協会（編）『化学機械協会名簿 1952』 - 化学機械協会，1952年．
- 化学機械協会（編）『化学機械協会名簿 1954』 - 化学機械協会，1955年．
- 化学工学協会（編）『解説 反応工学』 - 槙書店，1959年．
- 化学工学協会東海支部（編）『解説 化学工学演習 上巻』 - 槙書店，1960年．
- 化学工学協会東海支部（編）『解説 化学工学演習 下巻』 - 槙書店，1960年．
- 化学工学協会東海支部（編）『特集 熱工学』 - 槙書店，1960年．
- 化学工学協会東海支部（編）『特集 蒸留工学』 - 槙書店，1960年．
- 化学工学協会関西支部（編）『化学技術者のためのプロセス制御』 - いずみ書房，1961年．
- 化学工学協会（編）『初歩化学工学』 - いずみ書房，1964年．
- 化学工学協会（編）『化学工学演習 1』 - 丸善，1969年．
- 化学工学協会（編）『化学工学演習 2』 - 丸善，1969年．
- 化学工学協会（編）『化学工学演習 3』 - 丸善，1972年．
- 化学工学協会（編）『化学装置便覧』 - 丸善，1970年．
- 化学工学協会（編）『化学プロセス集成』 - 東京化学同人，1970年．
- 化学工学協会（編）『化学プラント建設技術 上』 - 丸善，1972年．
- 化学工学協会（編）『化学プラント建設技術 中』 - 丸善，1972年．
- 化学工学協会（編）『化学プラント建設技術 下』 - 丸善，1972年．
- 化学工学協会（編）『プロジェクトエンジニヤ：理想像とその育成』 - 東京化学同人，1973年．
- 化学工学協会（編）『ケミカル・エンジニア：その仕事と生活』 - 東京化学同人，1975年．
- 化学工学協会（編）『化学工学プログラミング演習』 - 培風館，1976年．
- 化学工学協会（編）『化学工学協会名簿 昭和52年度』 - 化学工学協会，1977年．
- 化学工学協会（編）『化学プラント用材料研究者・設計者のための腐食試験法ガイドブック』 - 日刊工業新聞社，1983年．
- 化学工学協会（編）『多管式ステンレス鋼熱交換器の応力腐食割れ：第2次使用実績調査結果と寿命解析』 - 化学工業社，1984年．
- 化学工学協会（編）『化学工学：解説と演習』 - 槙書店，1984年．
- 化学工学協会（編）『BASICによる化学工学プログラミング』 - 培風館，1985年．
- 化学工学協会産業部門委員会1004「研究の工業化手法」専門委員会流動層反応の工業化技術研究ワーキンググループ（編）『流動層反応装置：工業化の実際と新技術』 - 化学工学協会，1987年．
- 化学工学協会（編）『化学工学を拓いた人達』 - 丸善，1987年．ISBN 4-621-03142-2
- 化学工学協会（編）『現代の化学工学 1』 - 朝倉書店，1988年．ISBN 4-254-25015-0
- 化学工学協会（編）『現代の化学工学 2』 - 朝倉書店，1989年．ISBN 4-254-25016-9
- 化学工学協会（編）『化学技術者のための超LSI技術入門』 - 培風館，1989年．ISBN 4-563-04514-4
- 化学工学会（編）『CVDハンドブック』 - 朝倉書店，1991年．ISBN 4-254-25234-X
- 化学工学会（編）『実用化学装置設計ガイド』 - 工業調査会，1991年．ISBN 4-7693-4076-1
- 化学工学会（編）『化学工学のための応用数学』 - 丸善，1993年．ISBN 4-621-03826-5
- 化学工学会「生物分離工学特別研究会」（編）『バイオセパレーションプロセス便覧』 - 共立出版，1996年．ISBN 4-320-04341-3
- 化学工学会蓄熱・増熱・熱輸送技術特別研究会（編）・架谷昌信（監修）・神沢 淳（監修）『蓄熱技術 : 理論とその応用 第1編』 - 信山社出版，1996年．ISBN 4-88261-527-4
- 化学工学会蓄熱・増熱・熱輸送技術特別研究会（編）・架谷昌信（監修）・神沢 淳（監修）『蓄熱技術 : 理論とその応用 第2編』 - 信山社サイテック，2001年．ISBN 4-7972-2902-0
- 化学工学会膜分離技術ワーキンググループ（編）・松本幹治（監修）『ユーザーのための実用膜分離技術』 - 日刊工業新聞社，1996年．ISBN 4-526-03849-0
- 化学工学会（監修）『化学プロセス機器総覧』 - 化学工業社，1997年．
- 化学工学会（編）『日本の化学産業技術 : 単位操作からみたその歩みと発展』 - 工業調査会，1997年．ISBN 4-7693-4115-6
- 化学工学会（編）『技術者のための化学工学の基礎と実践』 - アグネ承風社，1998年．ISBN 4-900508-56-X
- 化学工学会（編）『化学プロセス : 基礎から技術開発まで』 - 東京化学同人，1998年．ISBN 4-8079-0473-6
- 化学工学会（編）『基礎化学工学』 - 培風館，1999年．ISBN 4-563-04555-1
- 化学工学会（編）『化学工学便覧』［改訂6版］ - 丸善，1999年．ISBN 4-621-04535-0
- 化学工学会（編）『化学工学プログラミング演習』［改訂版］ - 培風館，2000年．ISBN 4-563-04578-0
- 化学工学会SCE Net（編）『進化する化学技術 : オンリー・ワン技術への挑戦』 - 工業調査会，2003年．ISBN 4-7693-4164-4
- 化学工学会SCE Net（編）『図解 新エネルギーのすべて』 - 工業調査会，2004年．ISBN 4-7693-7131-4
- 化学工学会（編）『化学工学辞典』［改訂4版］ - 丸善，2005年．ISBN 4-621-07551-9
- 化学工学会エネルギー部会（編）・加藤之貴（編）・亀山秀雄（監修）『骨太のエネルギーロードマップ』 - 化学工業社，2005年．ISBN 4-7594-0000-1
- 化学工学会（編）・小島紀徳（編）・曽根邦彦（編）『環境プロセスエンジニアリング』 - 丸善，2006年．ISBN 978-4-621-07680-4
- 化学工学会東海支部（編）『化学工学：解説と演習』［第3版］ - 槙書店，2006年．ISBN 4-8375-0690-9
- 化学工学会バイオ部会（編）『バイオプロダクション : ものつくりのためのバイオテクノロジー』 - コロナ社，2006年．ISBN 978-4-339-06736-1
- 化学工学会高等教育委員会（編）『はじめての化学工学 : プロセスから学ぶ基礎』 - 丸善，2007年．ISBN 978-4-621-07884-6
- 化学工学会SCE Net（編）『はじめて学ぶ 熱・エネルギー』 - 工業調査会，2007年．ISBN 978-4-7693-4213-7
- 化学工学会超臨界流体部会（編）『超臨界流体入門』 - 丸善，2008年．ISBN 978-4-621-08061-0
- 化学工学会分離プロセス部会（編）『分離プロセス工学の基礎』 - 朝倉書店，2009年．ISBN 978-4-254-25256-9
- 化学工学会分（監修）『製造プロセスと品質特性 : 固形製剤 : 製剤技術講習会』 - 三恵社，2009年．ISBN 978-4-88361-498-1
- 化学工学会SCE Net（編）『図解 新エネルギーのすべて』［改訂版］ - 工業調査会，2009年．ISBN 978-4-7693-7172-4
- 化学工学会エネルギー部会（編）・加藤之貴（編）・亀山秀雄（監修）『骨太のエネルギーロードマップ』［改訂版］ - 化学工業社，2009年．ISBN 978-4-7594-0000-7
- 化学工学会エネルギー部会（編）・骨太のエネルギーロードマップ第2版製作委員会（編）・加藤之貴（監修）・安永裕幸（監修）・柏木孝夫（監修）『実装可能なエネルギー技術で築く未来- 骨太のエネルギーロードマップ2 -』 - 化学工業社，2010年．ISBN 978-4-7594-0001-4
- 化学工学会緊急提言委員会（編）・松方正彦（監修）・古山通久（監修）『ゼロから見直すエネルギー 節電、創エネからスマートグリッドまで』 - 丸善, 2012年. ISBN 978-4-621-08513-4
- 伊東 章・上江洲一也・化学工学会（編）『Excelで気軽に化学工学』 - 丸善，2006年．ISBN 978-4-621-07785-6
- 多田 豊（編）・化学工学会（監修）『化学工学：解説と演習』［改訂3版］ - 朝倉書店，2008年．ISBN 978-4-254-25033-6

シリーズ「化学工学の進歩」
- 化学工学協会（編）『重合工学（化学工学の進歩 1）』 - 日刊工業新聞社，1967年．
- 化学工学協会（編）『測定技術（化学工学の進歩 2）』 - 日刊工業新聞社，1968年．
- 化学工学協会（編）『気泡・液滴工学（化学工学の進歩 3）』 - 日刊工業新聞社，1969年．
- 化学工学協会（編）『高温工学 1970（化学工学の進歩 4）』 - 日刊工業新聞社，1970年．
- 化学工学協会（編）『粉体装置工学（化学工学の進歩 5）』 - 日刊工業新聞社，1971年．
- 化学工学協会（編）『触媒工学（化学工学の進歩 6）』 - 日刊工業新聞社，1972年．
- 化学工学協会（編）『蒸溜工学（化学工学の進歩 7）』 - 槙書店，1973年．
- 化学工学協会（編）『濾過工学（化学工学の進歩 8）』 - 槙書店，1974年．
- 化学工学協会（編）『熱プロセス工学（化学工学の進歩 9）』 - 槙書店，1975年．
- 化学工学協会（編）『環境プロセス工学（化学工学の進歩 10）』 - 槙書店，1976年．
- 化学工学協会（編）『プロセス防災工学（化学工学の進歩 11）』 - 槙書店，1977年．
- 化学工学協会東海支部（編）『計算機利用技術（化学工学の進歩 12）』 - 槙書店，1978年．
- 化学工学協会東海支部（編）『固体反応プロセス工学：資源有効利用とエネルギー開発の基礎と応用（化学工学の進歩 13）』 - 槙書店，1979年．
- 化学工学協会（編）『食品化学工学（化学工学の進歩 14）』 - 槙書店，1980年．
- 化学工学協会東海支部（編）『触媒設計（化学工学の進歩 15）』 - 槙書店，1981年．
- 化学工学協会東海支部（編）『気泡・液滴・分散工学：基礎と応用（化学工学の進歩 16）』 - 槙書店，1982年．
- 化学工学協会（編）『蒸留技術（化学工学の進歩 17）』 - 槙書店，1983年．
- 化学工学協会東海支部（編）『濾過技術（化学工学の進歩 18）』 - 槙書店，1984年．ISBN 4-8375-0538-4
- 化学工学協会（編）『粉粒体工学（化学工学の進歩 19）』 - 槙書店，1985年．ISBN 4-8375-0551-1
- 化学工学協会（編）『バイオテクノロジー：生化学物質生産の基礎（化学工学の進歩 20）』 - 槙書店，1986年．ISBN 4-8375-0559-7
- 化学工学協会（編）『燃焼・熱工学（化学工学の進歩 21）』 - 槙書店，1987年．ISBN 4-8375-0568-6
- 化学工学協会東海支部（編）『反応工学（化学工学の進歩 22）』 - 槙書店，1988年．ISBN 4-8375-0578-3
- 化学工学会東海支部（編）『分子化学工学（化学工学の進歩 23）』 - 槙書店，1989年．ISBN 4-8375-0583-X
- 化学工学会東海支部（編）『攪拌・混合（化学工学の進歩 24）』 - 槙書店，1990年．ISBN 4-8375-0593-7
- 化学工学会（編）『分離工学（化学工学の進歩 25）』 - 槙書店，1991年．ISBN 4-8375-0602-X
- 化学工学会（編）『流動層（化学工学の進歩 26）』 - 槙書店，1992年．ISBN 4-8375-0609-7
- 化学工学会（編）『知的プロセスシステム（化学工学の進歩 27）』 - 槙書店，1993年．ISBN 4-8375-0619-4
- 化学工学会東海支部（編）『流体・粒子系分離（化学工学の進歩 28）』 - 槙書店，1994年．ISBN 4-8375-0628-3
- 化学工学会東海支部（編）『触媒工学（化学工学の進歩 29）』 - 槙書店，1995年．ISBN 4-8375-0633-X
- 化学工学会東海支部（編）『微粒子制御（化学工学の進歩 30）』 - 槙書店，1996年．ISBN 4-8375-0641-0
- 化学工学会東海支部（編）『環境工学（化学工学の進歩 31）』 - 槙書店，1997年．ISBN 4-8375-0646-1
- 化学工学会（編）『生体工学（化学工学の進歩 32）』 - 槙書店，1998年．ISBN 4-8375-0654-2
- 化学工学会東海支部（編）『先端材料制御工学（化学工学の進歩 33）』 - 槙書店，1999年．ISBN 4-8375-0657-7
- 化学工学会東海支部（編）『ミキシング技術（化学工学の進歩 34）』 - 槙書店，2000年．ISBN 4-8375-0665-8
- 化学工学会東海支部（編）・環境パートナーシップclub（編）『廃棄物の処理：循環型社会に向けて（化学工学の進歩 35）』 - 槙書店，2001年．ISBN 4-8375-0669-0
- 化学工学会東海支部（編）『蒸留工学：基礎と応用（化学工学の進歩 37）』 - 槙書店，2003年．ISBN 4-8375-0681-X
- 化学工学会東海支部（編）『バッチプロセス工学（化学工学の進歩 38）』 - 槙書店，2004年．ISBN 4-8375-0685-2
- 化学工学会東海支部（編）『粒子・流体系フロンティア分離技術（化学工学の進歩 39）』 - 槙書店，2005年．ISBN 4-8375-0688-7
- 化学工学会東海支部（編）『進化する反応工学：持続可能社会に向けて（化学工学の進歩 40）』 - 槙書店，2006年．ISBN 4-8375-0692-5
- 化学工学会（監修）『最新ミキシング技術の基礎と応用（化学工学の進歩 42）』 - 三恵社，2008年．ISBN 978-4-88361-656-5
- 化学工学会（監修）『最新燃焼・ガス化技術の基礎と応用（化学工学の進歩 43）』 - 三恵社，2009年．ISBN 978-4-88361-494-3

シリーズ「プロセス機器構造設計シリーズ」
- 化学工学協会（編）『熱交換器（プロセス機器構造設計シリーズ 1）』 - 丸善，1969年．
- 化学工学協会（編）『塔槽類（プロセス機器構造設計シリーズ 2）』 - 丸善，1970年．
- 化学工学協会（編）『配管（プロセス機器構造設計シリーズ 3）』 - 丸善，1970年．
- 化学工学協会（編）『加熱炉（プロセス機器構造設計シリーズ 4）』 - 丸善，1971年．
- 化学工学協会（編）『貯槽（プロセス機器構造設計シリーズ 5）』 - 丸善，1971年．

シリーズ「プロセス設計シリーズ」
- 化学工学協会（編）『プロセス設計概論（プロセス設計シリーズ 1）』 - 丸善，1973年．
- 化学工学協会（編）『プラントの安全と公害対策（プロセス設計シリーズ 2）』 - 丸善，1974年．
- 化学工学協会（編）『分解・加熱・蒸留を中心にする設計（プロセス設計シリーズ 3）』 - 丸善，1974年．
- 化学工学協会（編）『反応・吸収を中心にする設計（プロセス設計シリーズ 4）』 - 丸善，1974年．
- 化学工学協会（編）『晶析・分離・乾燥を中心にする設計（プロセス設計シリーズ 5）』 - 丸善，1975年．
- 化学工学協会（編）『経済評価とプラントコスト（プロセス設計シリーズ 6）』 - 丸善，1975年．
- 化学工学協会（編）『プロセスの制御と計算機制御（プロセス設計シリーズ 7）』 - 丸善，1973年．
- 化学工学協会（編）『ユーティリティの設計（プロセス設計シリーズ 8）』 - 丸善，1975年．

シリーズ「最近の化学工学」
- 化学工学協会（編）『高度分離技術（最近の化学工学）』 - 丸善，1973年．
- 化学工学協会（編）『反応速度の工学（最近の化学工学）』 - 丸善，1974年．
- 化学工学協会（編）『特殊粉体技術（最近の化学工学）』 - 丸善，1975年．
- 化学工学協会関東支部（編）『流動層工学（最近の化学工学）』 - 化学工学協会，1981年．
- 化学工学協会関東支部（編）『膜利用技術（最近の化学工学）』 - 化学工学協会，1982年．
- 化学工学協会関東支部（編）『熱エネルギー利用の新しい展開（最近の化学工学 35）』 - 化学工学協会，1983年．
- 化学工学協会（編）『バッチプロセス工学（最近の化学工学 36）』 - 化学工学協会，1984年．
- 化学工学協会（編）『バイオテクノロジー（最近の化学工学 37）』 - 化学工学協会，1985年．
- 化学工学協会関東支部（編）『石炭化学工学（最近の化学工学 38）』 - 化学工学協会，1986年．
- 化学工学協会関東支部（編）『分離を伴うバイオリアクター（最近の化学工学 39）』 - 化学工学協会，1987年．
- 化学工学協会関東支部（編）『化学工学におけるエキスパート・システム（最近の化学工学 40）』 - 化学工学協会，1988年．
- 化学工学会関東支部（編）『膜分離工学：その現状と工業的応用（最近の化学工学 41）』 - 化学工学会，1989年．
- 化学工学会関東支部（編）『21世紀を目指した触媒開発と化学工学（最近の化学工学 42）』 - 化学工学会，1990年．
- 化学工学会関東支部（編）『粉粒体工学（最近の化学工学 45）』 - 化学工学会，1993年．
- 化学工学会関東支部（編）『材料化学工学：新材料プロセッシング（最近の化学工学 46）』 - 化学工学会，1994年．
- 化学工学会関東支部（編）『環境化学工学：大気・水環境を中心に次世代環境対策を考える（最近の化学工学 48）』 - 化学工学会，1996年．
- 化学工学会関東支部（編）『膜技術の動向と将来展望（最近の化学工学 49）』 - 化学工学会，1997年．
- 化学工学会関東支部（編）『吸着（最近の化学工学 50）』 - 化学工学会，1998年．
- 化学工学会関東支部（編）『粒子・流体系分離工学の展開（最近の化学工学 51）』 - 化学工学会，1999年．
- 化学工学会関東支部（編）『乾燥工学の進展（最近の化学工学 52）』 - 化学工学会，2000年．
- 化学工学会関東支部（編）『晶析工学・晶析プロセスの進展（最近の化学工学 53）』 - 化学工学会，2001年．
- 化学工学会関東支部（編）『バイオプロセスエンジニアリングの新展開 : アップストリームからダウンストリームまで（最近の化学工学 54）』 - 化学工学会，2002年．
- 化学工学会関東支部（編）『21世紀の循環型社会を支えるエネルギー化学工学（最近の化学工学 55）』 - 化学工学会，2003年．
- 化学工学会関東支部（編）『先端医療における化学工学（最近の化学工学 56）』 - 化学工学会，2004年．
- 化学工学会関東支部（編）『粒子・流体解析、数値シミュレーションの展望と実践事例（最近の化学工学 57）』 - 化学工学会，2007年．

シリーズ「環境保全技術シリーズ」
- 化学工学協会（編）『悪臭・炭化水素排出防止技術 1（環境保全技術シリーズ）』 - 技術書院，1977年．
- 化学工学協会（編）『悪臭・炭化水素排出防止技術 2（環境保全技術シリーズ）』 - 技術書院，1977年．
- 化学工学協会（編）『悪臭・炭化水素排出防止技術 3（環境保全技術シリーズ）』 - 技術書院，1978年．
- 化学工学協会（編）『化学プラントの安全対策技術 1（環境保全技術シリーズ）』 - 丸善，1978年．
- 化学工学協会（編）『化学プラントの安全対策技術 2（環境保全技術シリーズ）』 - 丸善，1979年．
- 化学工学協会（編）『化学プラントの安全対策技術 3（環境保全技術シリーズ）』 - 丸善，1979年．
- 化学工学協会（編）『化学プラントの安全対策技術 4（環境保全技術シリーズ）』 - 丸善，1979年．
- 化学工学協会（編）『水質汚濁防止技術と装置 1（環境保全技術シリーズ）』 - 培風館，1978年．
- 化学工学協会（編）『水質汚濁防止技術と装置 2（環境保全技術シリーズ）』 - 培風館，1980年．
- 化学工学協会（編）『水質汚濁防止技術と装置 3（環境保全技術シリーズ）』 - 培風館，1980年．
- 化学工学協会（編）『水質汚濁防止技術と装置 4（環境保全技術シリーズ）』 - 培風館，1978年．
- 化学工学協会（編）『水質汚濁防止技術と装置 5（環境保全技術シリーズ）』 - 培風館，1979年．
- 化学工学協会（編）『水質汚濁防止技術と装置 6（環境保全技術シリーズ）』 - 培風館，1978年．

シリーズ「Creative Chemical Engineering Course」
- 橋本健治（編）・化学工学会（監修）『ケミカルエンジニアリング—夢を実現する工学 (Creative Chemical Engineering Course 1)』 - 培風館，1995年．ISBN 4-563-04271-4
- 高塚 透・武藤恒久・田口貴司・化学工学会（監修）『試験管からプラントまで—プロセス開発の魅力 (Creative Chemical Engineering Course 2)』 - 培風館，1996年．ISBN 4-563-04272-2
- 小宮山 宏・化学工学会（監修）『反応工学—反応装置から地球まで (Creative Chemical Engineering Course 3)』 - 培風館，1995年．ISBN 4-563-04273-0
- 小宮山政晴・森 誠之・宮本 明・久保百司・化学工学会（監修）『原子・分子で理解する固体表面現象 (Creative Chemical Engineering Course 4)』 - 培風館，1996年．ISBN 4-563-04274-9
- 相良 紘・海野 洋・渋谷博光・化学工学会（監修）『分離—物質の分け方・分かれ方 (Creative Chemical Engineering Course 5)』 - 培風館，1995年．ISBN 4-563-04275-7
- 宝沢光紀・都田昌之・菊地賢一・米本年邦・塚田隆夫・化学工学会（監修）『拡散と移動現象 (Creative Chemical Engineering Course 6)』 - 培風館，1996年．ISBN 4-563-04276-5
- 石田 愈・化学工学会（監修）『熱力学—基本の理解と応用 (Creative Chemical Engineering Course 7)』 - 培風館，1995年．ISBN 4-563-04277-3
- 亀山秀雄・小島紀徳・化学工学会（監修）『エネルギー・資源リサイクル (Creative Chemical Engineering Course 8)』 - 培風館，1996年．ISBN 4-563-04278-1
- 内山洋司・化学工学会（監修）『私たちのエネルギー—現在と未来 (Creative Chemical Engineering Course 9)』 - 培風館，1996年．ISBN 4-563-04279-X
- 黒田千秋・宝田恭之・化学工学会（監修）『地球環境問題に挑戦する (Creative Chemical Engineering Course 10)』 - 培風館，1996年．ISBN 4-563-04280-3
- 久保田 宏・松田 智・化学工学会（監修）『廃棄物工学—リサイクル社会を創るために (Creative Chemical Engineering Course 11)』 - 培風館，1995年．ISBN 4-563-04281-1
- 菅原活郎・福田 宏・化学工学会（監修）『超LSIプロセシング (Creative Chemical Engineering Course 12)』 - 培風館，1995年．ISBN 4-563-04282-X
- 海野 肇・酒井清孝・化学工学会（監修）『メディカルテクノロジーへの招待 (Creative Chemical Engineering Course 13)』 - 培風館，1995年．ISBN 4-563-04283-8
- 梅田富雄・化学工学会（監修）『次世代の化学プラント—プロセスシステム工学入門 (Creative Chemical Engineering Course 14)』 - 培風館，1995年．ISBN 4-563-04284-6
- 小林 猛・化学工学会（監修）『バイオプロセスの魅力 (Creative Chemical Engineering Course 15)』 - 培風館，1996年．ISBN 4-563-04285-4
- 小川浩平・黒田千秋・吉川史郎・化学工学会（監修）『ケミカルエンジニアの流れ学 (Creative Chemical Engineering Course 16)』 - 培風館，2002年．ISBN 4-563-04286-2
- 加藤 覚・乗富秀富・化学工学会（監修）『新しい抽出技術—超臨界・液膜・逆ミセル (Creative Chemical Engineering Course 17)』 - 培風館，2002年．ISBN 4-563-04287-0
- 松岡正邦・化学工学会（監修）『結晶化工学 (Creative Chemical Engineering Course 18)』 - 培風館，2002年．ISBN 4-563-04288-9
- 斎藤文良・加納純也・化学工学会（監修）『粉—粉を知り，粉と親しみ，粉と未来へ (Creative Chemical Engineering Course 19)』 - 培風館，2002年．ISBN 4-563-04289-7
- 西村陽一・高橋武重・化学工学会（監修）『工業触媒—技術革新を生む触媒 (Creative Chemical Engineering Course 20)』 - 培風館，2002年．ISBN 4-563-04290-0

シリーズ「化学工学シンポジウムシリーズ」
- 化学工学会「生物化学工学」特別研究会（編）『Recent Developments in Biochemical Engineering（化学工学シンポジウムシリーズ 61）』 - 化学工学会，1998年．
- 化学工学会光および活性化学種の反応化学研究会（編）『光および活性化学種の反応化学（化学工学シンポジウムシリーズ 62）』 - 化学工学会，1998年．
- 化学工学会「液膜及び分子認識液体利用プロセス」特別研究会（編）『液膜及び分子認識材料利用技術の基礎と応用（化学工学シンポジウムシリーズ 63）』 - 化学工学会，1998年．
- 化学工学会「晶析技術」特別研究会（編）『晶癖を決定する諸因子とその制御（化学工学シンポジウムシリーズ 64）』 - 化学工学会，1998年．
- 化学工学会「生物分離工学」特別研究会（編）『Advances in Bioseparation Engineering 1996-1997（化学工学シンポジウムシリーズ 65）』 - 化学工学会，1998年．
- 化学工学会膜工学特別研究会（編）『膜工学の新しい挑戦 1998（化学工学シンポジウムシリーズ 66）』 - 化学工学会，1999年．
- 化学工学会熱物質流体工学特別研究会（編）『流れの数値解析と熱・物質移動現象（化学工学シンポジウムシリーズ 67）』 - 化学工学会，1999年．
- 化学工学会「気泡塔・懸濁気泡塔の装置設計」特別研究会（編）『多様化する気泡塔型装置の基礎と応用（化学工学シンポジウムシリーズ 68）』 - 化学工学会，1999年．
- 化学工学会経営システム特別研究会（編）『化学産業における経営ビジョンと戦略（化学工学シンポジウムシリーズ 69）』 - 化学工学会，1999年．
- 化学工学会生物化学工学・生物分離工学特別研究会（編）『Biochemical Engineering and Bioseparation Engineering（化学工学シンポジウムシリーズ 70）』 - 化学工学会，1999年．
- 化学工学会高度分離技術の応用技術・調査研究会（編）『21世紀に向けての高度分離技術（化学工学シンポジウムシリーズ 71）』 - 化学工学会，2000年．
- 化学工学会熱物質流体工学特別研究会（編）『移動現象および化学装置の開発に関する数値シミュレーション技術（化学工学シンポジウムシリーズ 72）』 - 化学工学会，2000年．
- 化学工学会機能性微粒子とその周辺技術特別研究会（編）『微粒子の機能性はどこまで制御できるのか（化学工学シンポジウムシリーズ 73）』 - 化学工学会，2000年．
- 化学工学会金属のリサイクルおよび環境問題研究会（編）『金属のリサイクルおよび環境問題（化学工学シンポジウムシリーズ 74）』 - 化学工学会，2000年．
- 化学工学会熱物質流体工学特別研究会（編）『化学装置における種々の流体の流動状態に関する数値解析と可視化技術（化学工学シンポジウムシリーズ 75）』 - 化学工学会，2001年．
- 化学工学会機能性界面・分子集合体特別研究会（編）『高機能界面・分子集合体の基礎構築と応用分野の新展開（化学工学シンポジウムシリーズ 76）』 - 化学工学会，2001年．
- 化学工学会粒子・流体プロセス部会（編）『進展する気泡塔—現象解明と応用（化学工学シンポジウムシリーズ 77）』 - 化学工学会，2003年．
- 化学工学会熱物質流体工学分科会（編）『粒子・流体プロセスの基礎と展開（化学工学シンポジウムシリーズ 78）』 - 化学工学会，2003年．
- 化学工学会メディカル専門分科会（編）『診断・治療システムにおける化学工学（化学工学シンポジウムシリーズ 79）』 - 化学工学会，2006年．
- 化学工学会機能性微粒子分科会（編）『機能性微粒子の高機能化・新展開・新用途開発（化学工学シンポジウムシリーズ 80）』 - 化学工学会，2008年．
- 化学工学会気泡・液滴・微粒子分散工学分科会（編）『気泡、液滴、微粒子分散工学の融合と新展開（化学工学シンポジウムシリーズ 81）』 - 化学工学会，2010年．

#### 報告書・パンフレットなど
- 化学工学会エネルギー開発特別研究会（監修）『どうなる？どうする？ : クリーン・コール・サイエンス・ハンドブック』 - 石炭利用総合センター，1998年．
- 石炭利用総合センター（編）・化学工学会エネルギー開発特別研究会（監修）『クリーン・コール・サイエンス・ハンドブック : どうなる？どうする？』 - 石炭利用総合センター，2001年．
- 石炭利用総合センター（編）・化学工学会エネルギー開発特別研究会（監修）『クリーン・コール・サイエンス・ハンドブック 2002』 - 石炭利用総合センター，2002年．
- 『化学物質国際規制対策推進等（PRTR算出マニュアル）調査報告書 平成11年度』 - 化学工学会，2000年．
- 『化学物質国際規制対策推進等（PRTR算出マニュアル）調査報告書 平成12年度』 - 化学工学会，2001年．
- 『化学物質国際規制対策推進等（PRTR算出マニュアル）調査報告書 平成13年度』 - 化学工学会，2002年．
- 『化学物質国際規制対策推進等（PRTR算出マニュアル）調査報告書 平成14年度』 - 化学工学会，2003年．
- 『化学物質国際規制対策推進等（PRTR算出マニュアル）調査報告書 平成15年度』 - 化学工学会，2004年．
- 『化学物質国際規制対策推進等調査報告書 : 化学物質排出量等管理マニュアル 平成16年度』 - 化学工学会，2005年．
- 『環境人材育成戦略に関する調査研究報告書 : 平成16年度産業技術競争力強化人材育成事業 平成16年度』 - 化学工学会，2005年．
- 『化学物質排出量等管理マニュアル : 平成17年化学物質安全確保・国際規制対策推進等調査報告書』 - 化学工学会，2006年．
- 『化学物質安全確保・国際規制対策推進等調査報告書化学物質排出量等管理マニュアル 平成18年度』 - 化学工学会，2007年．

### 企画・交流

#### 化学産業技術フォーラム
本年会の活性化および年会への参加者を増やすべく、特に産業界からの発表者・参加者を増やすことを目的とした講演会。発表の制約条件が緩く、産業界の技術者・研究者が主体となって発表・討論できるのが特徴である。

#### 開発型企業の会（開発型中堅企業連携委員会）
化学機器メーカー連携の場を設け、産学連携委員会の支援のもとに 産官学の協力共同体制を推進しつつ、技術開発の支援などの企業ニーズに応えることを目的に発会された。

#### 経営システム研究委員会
化学工学会の活動を企業経営の視点から捉え、化学工学固有の意思決定プロセスに注視して、経営上の諸問題に関する調査、解析・研究、提言を行うべく、1990年に設立された。化学工学に関わる経営上の諸問題を化学工学・情報工学と社会科学の境界領域から捉え、その解決策を学際的な角度から追求し、より実効のある研究と経営の実現に寄与する。メンバーとして、化学会社、エンジニアリング会社、化学工学／経営科学系大学、各関係者のほかに、個人企業経営者（コンサルタントを含む）などが参画している。

#### インターンシップ
化学工学会が企業と提携して会員に提供するインターンシップ制度。内容的には、化学工学の専門分野の位置づけを企業の中で理解することを目的として、企業の現実的課題の解決に取り組むプログラムを実施している。プログラムは、(1) 企業における課題研究、(2) 研修中の指導教官視察と交流、(3) 終了後の報告書提出、(4) 終了後の年会での報告会参加、となっている。このプログラムを通して、問題発見力、問題解決力、視野の広さ、発想の広さ・豊かさを補う人材育成の一助になることが期待される。
【実施要領】
1. 日程
  1. 時期：7月中旬 - 10月上旬を原則
  2. 期間：3 - 5週間を原則
2. 実施事項
  1. 上記日程での研修
  2. 研修期間中の指導教官による現地視察（半日）
  3. 終了後の報告書提出
  4. 終了後、年会での報告会参加

【申込条件】
1. 院生であること。
2. 化学工学会の会員であること。
3. 指導教員の推薦状をもらえること。
4. 終了後の年会報告会に参加できること。

### 人材育成

#### 化学技術者の継続教育
化学技術者の育成、および技術力維持・向上のための継続教育を提供するとともに、技術者の自立を支援する。それによって社会貢献と会員サービスの充実を図る。教育内容は「化学工学会化学技術者継続教育体系」及び「化学工学会化学技術者生涯教育（学習）体系」にまとめられている。2007年度、2008年度に経済産業省「産学人材育成パートナーシップ事業」を受託して以降、教育プログラムは大幅に増強された。

#### 化学工学会経営ゼミナール
社会経済の動きに即応し、リーダーシップを発揮できる経営者の育成を目的として1975年に開講。各界一流の講師による講演、参加者相互間の触れ合い・研鑽の場として毎年開催される。本ゼミナールでの絆を永遠とするために「次路の会」というOB会が派生的に発足した。

#### Webラーニングプラザ（WLP教材）
技術者の継続的能力開発や再教育の支援を目的とし、独立行政法人科学技術振興機構 (JST)が無料で提供する技術者向けeラーニングサービス。化学工学会が制作した教材に、「化学工学基礎－伝熱コース」「廃棄物処理・リサイクル技術コース」「プラント機器と安全－概論コース」などがある。

#### 資格制度
- 化学工学修習士 - JABEE（化学工学コース）の修了者、または、大学等で履修した科目の審査を申請し、JABEE（化学工学コース）の修了者と同等であると認められた者
- 化学工学技士 - 化学工学会が実施する化学工学技士試験に合格し、その登録により、「化学工学技士」の名称を用いて、化学工学に関連した高度な専門的応用能力を必要とする化学技術に関係する業務（研究、開発、設計、検討・評価、計画、保守、運転、管理、建設、プロジェクト統括、情報処理）を行う技術者・研究者
- 上席化学工学技士 - 化学工学会が実施する上席化学工学技士試験に合格し、その登録を受け、上席化学工学技士の名称を用いて、化学工学に関連した知識をベースに、特に高度な専門的応用能力を必要とする化学技術に関係する業務（研究、開発、設計、検討・評価、計画、保守、運転、管理、建設、プロジェクト統括、情報処理）を指導的立場で行う技術者･研究者

### 賞

#### 化学工学会賞
- 学会賞（旧学術賞）

化学工学会正会員であり、化学工学に関する優れた研究を行い、学術上とくに大局的に顕著な業績のあった個人に授与される（但し、過去に研究賞を受賞した者は受賞後満5年以内は推薦を受けることはできない）。
- 研究賞

化学工学会正会員であり、化学工学に関する新規性に富む優れた研究、もしくはとくに完成度の高い優れた研究を発表した個人（もしくは3名以内の共同研究者）に授与される（但し、研究は化学工学会の学術論文誌に発表されたものに限る）。
- 研究奨励賞（旧奨励賞）

受賞年度の4月1日現在において満35歳未満の化学工学会正会員であり、化学工学に関する優れた独創性・萌芽的研究を学術論文誌（本会会誌に限らない）またはproceedingsに発表した個人に授与される。共同研究の場合は主な研究者1名に適用される。2006年以前の呼称は「奨励賞」。
- 技術賞

化学工学会正会員あるいは維持会員または特別会員である法人に所属する技術者であり、化学工学に関する技術または化学関連産業の技術に関してとくに業績のあった個人もしくは5名以内の共同研究・開発者に授与される。
- 技術奨励賞

推薦時において満38歳以下の化学工学会正会員であり、化学工学または関連産業に関わる主として技術上の優れた業績をあげ、学術論文誌、特許、技報などで対外に発表した個人、または本会の年会・秋季大会・支部大会等で発表した個人に授与される。共同研究の場合は主な研究者1名に適用される。
- 功労賞
  - 教育功労賞

化学工学会正会員に限らず、化学工学及びそれに関連する基礎教育に従事し、教育上顕著な業績または功績のあった者に授与される。高校、工業高校、高専、及び大学関係者等個人を対象とし、同一業績について3名以内の連名で受賞することもできる。
  - 研究功労賞

化学工学会正会員に限らず、化学工業技術に関連する業務に当たり、装置、器具の開発・改良､特殊技能及びデータの取得・整理などを通して、研究支援に貢献のあった者に授与される。高専、大学、及び企業関係者など個人を対象とし、同一業績について3名以内の連名で受賞することもできる。
  - 学会活動功労賞

化学工学会正会員、または本部、支部の職員（元職員、嘱託に準ずる者を含む）であり、支部、地区懇話会、あるいは本部の諸委員会での活動、会員増強などの学会活動を通じて、会の発展に貢献のあった者に授与される。
  - 国際功労賞

化学工学会正会員に限らず、化学工学関係の国際会議などの運営及び海外関連学協会との交流・運営に貢献のあった者に授与される。
- 池田賞

三菱化学株式会社より寄付された池田亀三郎記念基金3,000万円の利子の一部を用いて、学会賞受賞者に併せ授与される。1990年度に設けられた。
- 副賞
  - 實吉雅郎記念賞

日揮株式会社より寄付された實吉雅郎記念基金2,000万円の利子の一部を用いて、研究賞（1件以内）、研究奨励賞（2件以内）の受賞者に贈られる。1993年度に設けられた。
  - 玉置明善記念賞

千代田化工建設株式会社より寄付された玉置明善記念基金2,000万円の利子の一部を用いて、研究賞（1件以内）、研究奨励賞（2件以内）の受賞者に贈られる。1993年度に設けられた。
  - 内藤雅喜記念賞

東洋エンジニアリング株式会社より寄付された内藤雅喜記念基金2,000万円の利子の一部を用いて、研究賞（1件以内）、研究奨励賞（2件以内）の受賞者に贈られる。1993年度に設けられた。

| 学会賞 | 学会賞 |
| 受賞者 / 研究題目 | 受賞年 |
| --- | ------ |
| 加藤滋雄 | 2006年 |
| 生物分離工学に関する研究                                                                                             | 2006年 |
| 柘植秀樹 | 2006年 |
| 気泡の特性解明とその工学的応用に関する研究                                                                           | 2006年 |
| 東谷 公 | 2007年 |
| 液相微粒子分散系のミクロからマクロへの体系化                                                                         | 2007年 |
| 奥山喜久夫 | 2008年 |
| ナノ粒子材料の合成および機能化技術の新展開                                                                           | 2008年 |
| 仲 勇治 | 2008年 |
| 統合化技術の開発とその応用に関する研究                                                                               | 2008年 |
| 小川浩平 | 2009年 |
| 化学工学のスパイラルアップを目指した新視点と新手法の確立                                                             | 2009年 |
| 藤江幸一 | 2010年 |
| 持続可能社会の実現に向けた化学工学の新展開                                                                           | 2010年 |
| 松岡正邦 | 2010年 |
| 結晶工学および結晶化工学における平衡論と速度論                                                                       | 2010年 |
| 研究賞・實吉雅郎記念賞                                                                                               |        |
| 受賞者 / 研究題目 | 受賞年 |
| 神谷秀博 | 2006年 |
| 微粒子の付着・凝集挙動の評価と制御及びその応用に関する研究                                                           | 2006年 |
| 増田隆夫 | 2007年 |
| ゼオライト触媒に関する触媒分子反応工学的研究                                                                         | 2007年 |
| 松山秀人 | 2008年 |
| 多孔構造膜の微細構造制御に関する膜工学的研究                                                                         | 2008年 |
| 船造俊孝 | 2009年 |
| 超臨界流体中における拡散係数の測定と相関                                                                             | 2009年 |
| 鈴木 洋・菰田悦之 | 2010年 |
| 潜熱保有微粒子スラリー輸送によるプロセス強化に関する研究                                                             | 2010年 |
| 研究賞・玉置明善記念賞                                                                                               |        |
| 受賞者 / 研究題目 | 受賞年 |
| 都留稔了 | 2006年 |
| ナノ多孔性膜の輸送現象と分離プロセスへの応用に関する研究                                                             | 2006年 |
| 伊藤直次 | 2008年 |
| 気相充填層型メンブレンリアクターの設計と解析に関する研究                                                             | 2008年 |
| 大久保達也 | 2009年 |
| 液相核生成現象の解明と制御によるゼオライトの新規合成プロセスの開発                                                   | 2009年 |
| 入谷英司 | 2010年 |
| 粒子・液体系分離プロセスの高度化・体系化に関する研究                                                                 | 2010年 |
| 研究賞・内藤雅喜記念賞                                                                                               |        |
| 受賞者 / 研究題目 | 受賞年 |
| 阿尻雅文 | 2006年 |
| 超臨界反応による特異反応制御・新材料創生に関する研究                                                                 | 2006年 |
| 佐古 猛 | 2007年 |
| 超臨界メタノールのミクロ溶媒特性の解明と特異的反応制御に関する研究                                                   | 2007年 |
| 前 一廣 | 2008年 |
| 新規マイクロリアクターの開発とそれを用いた反応制御法に関する研究                                                     | 2008年 |
| 大嶋正裕 | 2009年 |
| 超臨界二酸化炭素を利用した高分子成形加工に関する研究                                                                 | 2009年 |
| 近藤和夫 | 2010年 |
| エレクトロニクス分野における微小めっき技術の化学工学的研究                                                           | 2010年 |
| 奨励賞・實吉雅郎記念賞                                                                                               |        |
| 受賞者 / 研究題目 | 受賞年 |
| 荻野千秋 | 2006年 |
| リン脂質修飾酵素ホスホリパーゼDに関する基礎解析および生産技術の開発                                                  | 2006年 |
| 立元雄治 | 2006年 |
| 減圧過熱水蒸気流動層内における多孔質固体の乾燥特性に関する研究                                                       | 2006年 |
| 奨励賞・玉置明善記念賞                                                                                               |        |
| 受賞者 / 研究題目 | 受賞年 |
| 押谷 潤 | 2006年 |
| 固気流動層を用いた乾式比重分離技術の開発                                                                             | 2006年 |
| 長尾大輔 | 2006年 |
| 無機微粒子生成に対する一般モデルの提案とシリカ粒子合成実験による検証                                                 | 2006年 |
| 奨励賞・内藤雅喜記念賞                                                                                               |        |
| 受賞者 / 研究題目 | 受賞年 |
| 島田直樹 | 2006年 |
| 気泡塔内気泡流予測手法の開発                                                                                         | 2006年 |
| 研究奨励賞・實吉雅郎記念賞                                                                                           |        |
| 受賞者 / 研究題目 | 受賞年 |
| 伊藤大知 | 2007年 |
| 腹膜癒着防止のための新規バイオマテリアルの開発                                                                       | 2007年 |
| 三尾 浩 | 2007年 |
| 大規模粉体シミュレーションによる電子写真システム内現像剤流動／帯電挙動の解析                                         | 2007年 |
| 古山通久 | 2008年 |
| 三次元多孔質シミュレータの開発と不規則性多孔体への応用                                                               | 2008年 |
| 田中俊輔 | 2009年 |
| 規則性ナノ構造体の合成法の開発とその構造・形態制御に関する研究                                                       | 2009年 |
| 金指正言 | 2010年 |
| シリカネットワーク構造制御による新規水素分離膜の創製                                                                 | 2010年 |
| 春木将司 | 2010年 |
| 超臨界二酸化炭素への金属錯体の融解度と錯体構造の効果に関する研究                                                     | 2010年 |
| 研究奨励賞・玉置明善記念賞                                                                                           |        |
| 受賞者 / 研究題目 | 受賞年 |
| 熊田陽一 | 2007年 |
| 特異的分子間相互作用を利用したタンパク質固定化技術の開発とイムノアッセイへの応用                                     | 2007年 |
| 大島達也 | 2008年 |
| カリックスアレーン誘導体によるタンパク質表面認識を活用した抽出分離系の構築                                           | 2008年 |
| 松田圭悟 | 2008年 |
| リチウム二次電池電極材料の新規合成法の開発                                                                           | 2008年 |
| 下条晃司郎 | 2009年 |
| イオン液体を媒体とした高効率抽出分離システムの構築と化学平衡解析                                                     | 2009年 |
| 長津雄一郎 | 2009年 |
| 粘性の異なる二液相反応流に関する研究                                                                                 | 2009年 |
| 苷蔗寂樹 | 2010年 |
| エクセルギー再生の原理に基づいた省エネルギーなプロセス設計手法の開発                                                 | 2010年 |
| 山口哲志 | 2010年 |
| 人工シャペロン小分子を用いた蛋白質生産効率の向上および蛋白質分析技術の改良                                           | 2010年 |
| 研究奨励賞・内藤雅喜記念賞                                                                                           |        |
| 受賞者 / 研究題目 | 受賞年 |
| 井藤 彰 | 2007年 |
| 機能性磁性ナノ粒子を用いたティッシュエンジニアリング技術の開発                                                       | 2007年 |
| 境 慎司 | 2007年 |
| Coflowing Streamを利用した微小細胞包括カプセル作製技術の開発とその応用に関する研究                                   | 2007年 |
| 河原正浩 | 2008年 |
| 受容体の工学的改変による細胞機能の制御技術の開発                                                                     | 2008年 |
| 水本 博 | 2008年 |
| 長期機能維持を実現する新規オルガノイド培養法の開発と人工肝臓への応用                                                 | 2008年 |
| 下山裕介 | 2009年 |
| 連続誘電体モデルと三次状態方程式を利用した高圧相平衡推算手法の開発                                                   | 2009年 |
| 長谷川 功 | 2009年 |
| バイオマスの新規前処理法の開発と熱分解制御への応用                                                                   | 2009年 |
| 田中 勉 | 2010年 |
| 酵素を用いたタンパク質高機能化技術の開発                                                                             | 2010年 |
| 技術賞 |        |
| 受賞者 / 業績題目 | 受賞年 |
| 中森雄二・須山昌木・川上敬士・千代田範人・田島修示                                                                   | 2006年 |
| 石化ラフィネートの異性化プロセスの開発と実用化                                                                       | 2006年 |
| 豊原尚実・佐藤龍明・山口伸一・岡野敏明・長谷川一生                                                                   | 2006年 |
| 遠心薄膜乾燥機による放射性廃棄物の減容化技術の開発                                                                   | 2006年 |
| 中山 喬・亀井正雄・一丸史郎・川島定男                                                                                | 2006年 |
| 液々抽出塔 (WINTRAY) の開発ならびに工業化                                                                            | 2006年 |
| 新名伸仁・本木利昌・佐藤恵二・小林靖典・河野哲士                                                                     | 2006年 |
| プラント運転支援システム開発ツールにおける表層的知識と深層的知識を融合させた記号化知識表現技術とプロセス状態検知技術 | 2006年 |
| 岸本 章・西村浩一・柏木愛一郎                                                                                        | 2007年 |
| ビル空調の冷温水ポンプ動力を30%削減する配管摩擦低減剤の開発                                                          | 2007年 |
| 院去 貢・北風俊哉・田原隆志・大年善文                                                                                | 2007年 |
| ナノ分散機の開発 | 2007年 |
| 熊野淳夫・丸井一成・小寺秀人・田中利孝・藤原信也                                                                     | 2007年 |
| 両端開口型中空糸型逆浸透膜モジュールの開発と工業化                                                                   | 2007年 |
| 峯岸進一・田中祐之・植村忠廣・松家伸行・横川勝己                                                                     | 2007年 |
| ポリフッ化ビニリデン製中空糸膜モジュールによる膜ろ過プロセスの開発                                                   | 2007年 |
| 小川洋史・久保建二・目瀬央欣・小路克利・鈴木 洋                                                                      | 2007年 |
| 新静止型流体混合・分散器の開発                                                                                       | 2007年 |
| 関 建司・若松孝彦 | 2008年 |
| 吸着技術を用いたバイオガス有効利用システム開発                                                                       | 2008年 |
| 田端 修・棚橋真一郎・白沢 武・宇野 満・齊藤明良                                                                      | 2008年 |
| 亜臨界水を応用した界面活性剤の合成プロセス                                                                           | 2008年 |
| 若林勝彦・大里雅昭・森 洋一・長田秀夫・岸田昌浩                                                                      | 2008年 |
| フッ素系地球温暖化ガスの分解処理装置の開発                                                                           | 2008年 |
| 森 康彦・阿部川弘明・関 航平・鈴田哲也・阿倍 忠                                                                      | 2008年 |
| 新規塩酸酸化プロセスの開発と工業化                                                                                   | 2008年 |
| 野崎昭宏・塚原千幸人・澤津橋徹哉・土橋晋作・龍原 潔                                                                  | 2008年 |
| PCB無害化処理を実現するオンライン分析システムの開発・実用化                                                          | 2008年 |
| 内田佳孝・末吉充拡・石井 拓・吉崎敬宏・川口保幸                                                                      | 2009年 |
| 鉄鋼構造物への高度防食技術「プラズワイヤー工法」の開発と実用化                                                       | 2009年 |
| 吉岡利晃・三栗谷智之・田中俊久・若松周平・渡部英二                                                                   | 2009年 |
| 高温空気燃焼技術を用いた新規水素・合成ガスプロセスの開発                                                             | 2009年 |
| 大橋哲也・栗本 篤・川口直哉・赤井啓司・仲田哲也                                                                      | 2009年 |
| 結晶変換を利用した多孔性結晶糖質の創製技術の確立                                                                     | 2009年 |
| 大島一典・岡本久美子・日高秀人・手塚光晴・児玉昭雄                                                                   | 2009年 |
| 新規水蒸気吸着材AQSOAによるデシカント空調の実用化                                                                    | 2009年 |
| 西尾 拓・高橋幸司 | 2009年 |
| 通気量がきわめて多い通気撹拌技術の開発と工業化                                                                       | 2009年 |
| 武村 治・田中次郎・藤澤道憲・中田国彦・小松原安久                                                                    | 2010年 |
| 無溶剤人工皮革の工業化                                                                                               | 2010年 |
| 織田信博・三輪昌之・白岩秀介・中原僚一郎・平本 浩                                                                    | 2010年 |
| 電子製造デバイス排水からのリン酸回収技術の開発と実用化                                                               | 2010年 |
| 鮫島良二・井藤宗親・原田 等・林 一毅・山崎裕貴                                                                       | 2010年 |
| バイオマスのガス化メタノール合成技術                                                                                 | 2010年 |
| 中尾修也 | 2010年 |
| アルミナ―ガラス低温焼結基板の拘束焼結プロセスの開発                                                                  | 2010年 |
| 技術奨励賞 |        |
| 受賞者 / 業績題目 | 受賞年 |
| 阿蘇谷利光 | 2007年 |
| 固体粒子群燃焼場における輻射伝熱解析手法の開発                                                                       | 2007年 |
| 天野壮一 | 2007年 |
| エチレンプラント初留塔の熱回収最適化                                                                                 | 2007年 |
| 大寶茂樹 | 2007年 |
| PID制御によるプラント運転最適化構築手法の標準化                                                                      | 2007年 |
| 武田 大 | 2007年 |
| 活性炭触媒を用いた排煙脱硫プロセスの開発                                                                             | 2007年 |
| 島村和彰 | 2008年 |
| 難溶解性リン酸塩の晶析現象を利用した下水からのリン回収プロセス                                                       | 2008年 |
| 高橋孝徳 | 2008年 |
| マイクロチャンネルを用いた電子ペーパー用2色微粒子の開発                                                              | 2008年 |
| 吉野 泰 | 2008年 |
| シリカ系多孔質水素分離膜の開発とモジュール化                                                                         | 2008年 |
| 石川真毅 | 2009年 |
| フェノール樹脂のケミカルリサイクルプロセスの開発                                                                     | 2009年 |
| 阪本浩規 | 2009年 |
| 異種プラスチック廃材のナノ分散相溶化による高強度低コストマテリアルリサイクル技術                                     | 2009年 |
| 佐藤祐也 | 2009年 |
| タンニン酸を用いたRO／NF膜の改質技術とモデル解析に関する研究                                                         | 2009年 |
| 岡崎信也 | 2010年 |
| ポリマー用グリコール酸モノマー製造技術の開発 -生体触媒反応プロセスへの適用-                                          | 2010年 |
| 後藤敏晴 | 2010年 |
| 炭酸エステル製造技術の開発                                                                                           | 2010年 |
| ビジャント・ブディアント                                                                                             | 2010年 |
| 押出機を用いた超臨界流体用プロセスの設計・開発                                                                       | 2010年 |
| 功労賞・研究功労賞                                                                                                   |        |
| 受賞者 / 功績 | 受賞年 |
| 大沢利男 | 2007年 |
| CVD反応器などの実験装置・実験手法の考案・改良による化学工学研究に対する貢献                                          | 2007年 |
| 菅原 孝 | 2008年 |
| 高性能水素分離シリカ膜の研究開発に対する貢献                                                                         | 2008年 |
| 藤井隆夫 | 2010年 |
| 環境・化学工学分野における実験装置・実験手法の考案・改良による研究活動への長年の貢献                                 | 2010年 |
| 功労賞・学会活動功労賞                                                                                               |        |
| 受賞者 / 功績 | 受賞年 |
| 侘美次彦 | 2006年 |
| 支部ならびに本部活動に対する貢献                                                                                     | 2006年 |
| 森 克芳 | 2007年 |
| 支部と懇話会活動に対する貢献                                                                                         | 2007年 |
| 脇屋和紀 | 2007年 |
| 化学工学会活動に対する貢献                                                                                           | 2007年 |
| 命尾晃利 | 2008年 |
| 産業部門の活性化を通じた学会活動に対する貢献                                                                         | 2008年 |
| 瀬戸 弘 | 2009年 |
| 北海道地域における化学工学会活動への貢献                                                                             | 2009年 |
| 幡手泰雄 | 2009年 |
| 南九州化学工学懇話会と化学工学会活動への貢献                                                                         | 2009年 |
| 功労賞・国際功労賞                                                                                                   |        |
| 受賞者 / 功績 | 受賞年 |
| 諸岡成治 | 2009年 |
| 院生教育を目的とした日韓交流をはじめとするアジアへの国際貢献                                                         | 2009年 |
| 大野 明 | 2010年 |
| 中国委員会活動に関する貢献                                                                                           | 2010年 |
| 大江修造 | 2010年 |
| 日米における蒸留分野の技術研究開発の国際協力に対する貢献                                                             | 2010年 |

#### 優秀論文賞【化学工学論文集】
「化学工学論文集」に掲載された論文の中から、新規性に富む、あるいは完成度の高い優れた論文に授与される。正会員は1編を優秀論文賞候補論文として推薦することができ（自薦／他薦は問わない）、論文誌編集委員会が厳正に審査、選定する。
| 論文［掲載誌］ / 受賞者 | 受賞年 |
| --- | ------ |
| 平面セル状対流におけるカオス的混合の数値解析Ⅱ: 混合度と最終混合パターン [Kagaku Kogaku Ronbunshu 26(1): 31-39 (2000)]                  | 2000年 |
| 井上義朗・平田雄志 | 2000年 |
| 光化学反応と溶媒抽出を複合した燃料油の深度脱硫プロセス [Kagaku Kogaku Ronbunshu 26(4): 487-496 (2000)]                                 | 2000年 |
| 白石康浩・平井隆之・駒沢 勲 | 2000年 |
| 感温性高分子鎖固定多孔膜の構造制御及びタンパク質離システム適用への基礎的検討 [Kagaku Kogaku Ronbunshu 26(6): 849-854 (2000)]           | 2000年 |
| 崔 龍鎮・山口猛央・中尾真一 | 2000年 |
| 固体燃料粒子燃焼形態の直接観察と定量的評価 [Kagaku Kogaku Ronbunshu 27(2): 243-250 (2001)]                                             | 2001年 |
| 横田守久・西村龍夫・川崎裕太郎・林 正巳                                                                                                | 2001年 |
| テイラー渦流反応装置における孤立混合領域 [Kagaku Kogaku Ronbunshu 27(5): 566-573 (2001)]                                               | 2001年 |
| 牧野 司・海瀬卓也・佐々木健志・大村直人・片岡邦夫                                                                                      | 2001年 |
| エントロピー駆動の秩序構造形成に関する統計力学的解析 [Kagaku Kogaku Ronbunshu 27(6): 683-689 (2001)]                                   | 2001年 |
| 神尾和教・木下正弘 | 2001年 |
| 高分子溶液のスピノーダル分解にともなう非対称構造成長のシミュレーション [Kagaku Kogaku Ronbunshu 27(6): 742-748 (2001)]                 | 2001年 |
| 牧 泰輔・松山秀人・寺本正明 | 2001年 |
| 全還流型バッチ蒸留における中間槽ホールドアップの外乱抑制効果 [Kagaku Kogaku Ronbunshu 28(1): 16-24 (2002)]                             | 2002年 |
| 黒岡武俊・西谷紘一・長谷部伸治・橋本伊織                                                                                               | 2002年 |
| 膜乳化法によるW/Oエマルションの調製と単分散乳化の至適条件 [Kagaku Kogaku Ronbunshu 28(3): 310-316 (2002)]                              | 2002年 |
| 清水正高・中島忠夫・久木崎雅人 | 2002年 |
| フェノール樹脂とポリシランの共炭化によるSi/C複合材の作製とLi+電池用負極材への応用 [Kagaku Kogaku Ronbunshu 29(2): 221-225 (2003)]      | 2003年 |
| 向井 紳・山本 裕・増田隆夫・田門 肇 | 2003年 |
| 均質な圧縮成形体への顆粒設計 [Kagaku Kogaku Ronbunshu 29(6): 802-810 (2003)]                                                           | 2003年 |
| 下坂厚子・鈴川寿規・白川善幸・日高重助                                                                                                 | 2003年 |
| 軟骨細胞のコラーゲンゲル包埋培養を対象とした3次元増殖モデル [Kagaku Kogaku Ronbunshu 30(4): 515-521 (2004)]                            | 2004年 |
| 屋敷思乃・原 由之・紀ノ岡正博・田谷正仁                                                                                                | 2004年 |
| DMFCの動作特性に及ぼす燃料供給形態の影響 [Kagaku Kogaku Ronbunshu 31(1): 62-67 (2005)]                                                 | 2005年 |
| 佐保瑞絵・中里 勉・小林一正・中川紳好                                                                                                  | 2005年 |
| 各種双腕式湿潤粉体捏和機における画像解析による微視的混合状態の評価法 [Kagaku Kogaku Ronbunshu 31(5): 308-316 (2005)]                   | 2005年 |
| 仁志和彦・鈴木康夫・上ノ山 周・上和野満雄                                                                                              | 2005年 |
| σ型平板静止マイクロミキサーの開発およびその混合特性 [Kagaku Kogaku Ronbunshu 31(6): 457-465 (2005)]                                    | 2005年 |
| 大川和男・中元 崇・井上義朗・平田雄志                                                                                                  | 2005年 |
| 固液撹拌槽における粒子とインペラの衝突頻度相関式 [Kagaku Kogaku Ronbunshu 32(4): 315-326 (2006)]                                       | 2006年 |
| 伊佐地実央・大川原真一・小川浩平 | 2006年 |
| 電気泳動による微生物固定化空間内の基質輸送の促進と脱窒反応の向上 [Kagaku Kogaku Ronbunshu 32(6): 507-513 (2006)]                       | 2006年 |
| 常田 聡・賀來周一・林 浩志・大串 聡・寺田昭彦・平田 彰                                                                                 | 2006年 |
| 粒子の焼結・融合を考慮したすす生成モデルを用いた一次粒子成長および凝集体形成機構の検討 [Kagaku Kogaku Ronbunshu 33(4): 306-314 (2007)] | 2007年 |
| 宍戸文彦・橋口 弘・松下洋介・両角仁夫・青木秀之・三浦隆利                                                                              | 2007年 |
| 処理時間の変動を考慮したバッチプロセスにおけるバッチ間バッファ時間設定方法 [Kagaku Kogaku Ronbunshu 33(4): 354-362 (2007)]             | 2007年 |
| 河野浩司・長谷部伸治 | 2007年 |
| 2,2′:6′,2″-Terpyridine結晶構造への磁場の影響 [Kagaku Kogaku Ronbunshu 34(3): 383-387 (2008)]                                           | 2008年 |
| 本城 幸・横田政晶・土岐規仁・清水健司                                                                                                  | 2008年 |
| 通気攪拌槽におけるディスクタービン羽根面上の圧力分布と形状抵抗 [Kagaku Kogaku Ronbunshu 34(6): 557-561 (2008)]                         | 2008年 |
| 望月雅文・佐藤寛之・土居田勇樹・齊田靖治・天沼隆史・高橋友哉                                                                           | 2008年 |
| リプロン・レーザー表面光散乱法を用いたポリマー有機溶剤液の液膜表面挙動の動的観察 [Kagaku Kogaku Ronbunshu 34(6): 587-593 (2008)]       | 2008年 |
| 沖 和宏・長坂雄次 | 2008年 |

#### 優秀論文賞【Journal of Chemical Engineering of Japan】
「Journal of Chemical Engineering of Japan」に掲載された論文の中から、新規性に富む、あるいは完成度の高い優れた論文に授与される。正会員は1編を優秀論文賞候補論文として推薦することができ（自薦／他薦は問わない）、論文誌編集委員会が厳正に審査、選定する。
| 論文［掲載誌］ / 受賞者 | 受賞年 |
| --- | ------ |
| Modeling of effects of volatile matter cloud on heterogeneous ignition of single coal particles [J. Chem. Engineer. Japan 33(1): 49-56 (2000)] | 2000年 |
| Hassan Katalambula・Jun-ichiro Hayashi・Kunihiro Kitano・Tadatoshi Chiba | 2000年 |
| On-line optimal control strategy for a consecutive reaction system [J. Chem. Engineer. Japan 33(3): 449-455 (2000)] | 2000年 |
| Jun Morimoto・Yoshiyuki Yamashita・Mutsumi Suzuki | 2000年 |
| Discrepancy in cake characteristic measurement: compression-permeability cell [J. Chem. Engineer. Japan 33(6): 869-878 (2000)] | 2000年 |
| Rome Ming Wu・Duu Jong Lee・Chi Hwa Wang・Jing Zhao・Reginald Beng Hee Tan | 2000年 |
| Preparation of tumor-specific magnetoliposomes and their application for hyperthermia [J. Chem. Engineer. Japan 34(1): 66-72 (2001)] | 2001年 |
| Biao Le・Masashige Shinkai・Tamotsu Kitade・Hiroyuki Honda・Jun Yoshida・Toshihiko Wakabayashi・Takeshi Kobayashi | 2001年 |
| Scheduling of refinery processes with optimal control approach [J. Chem. Engineer. Japan 34(3): 411-422 (2001)] | 2001年 |
| Hyungjin Park・Jin-Kwang Bok・Sunwon Park | 2001年 |
| Hydrothermal stability and performance of silica-zirconia membranes for hydrogen separation in hydrothermal conditions [J. Chem. Engineer. Japan 34(4): 523-530 (2001)]                                                                               | 2001年 |
| Kazuhiro Yoshida・Yoshio Hirano・Hironori Fujii・Toshinori Tsuru・Masashi Asaeda | 2001年 |
| Isolation, characterization and application to off-gas treatment of toluene-degrading bacteria [J. Chem. Engineer. Japan 34(9): 1120-1126 (2001)] | 2001年 |
| Katsutoshi Hori・Shigeki Yamashita・Shun'ichi Ishii・Masami Kitagawa・Yasunori Tanji・Hajime Unno | 2001年 |
| Simulation of a palladium membrane reactor for dehydrogenation of ethylbenzene [J. Chem. Engineer. Japan 35(3): 263-273 (2002)] | 2002年 |
| Suttichai Assabumrungrat・Kobkan Suksomboon・Piyasan Praserthdam・Tomohiko Tagawa・Shigeo Goto | 2002年 |
| Brownian dynamics simulation study of self-diffusion of a charged particle in swollen counter-charged hydrogel modeled as cubic lattice [J. Chem. Engineer. Japan 35(7): 640-648 (2002)]                                                              | 2002年 |
| Tatsuhiko Miyata・Akira Endo・Takao Ohmori・Masaru Nakaiwa・Mariko Kendo・Ken-ichi Kurumada・Masataka Tanigaki | 2002年 |
| Theoretical analysis of bubble formation in a Co-flowing liquid [J. Chem. Engineer. Japan 35(10): 952-962 (2002)] | 2002年 |
| W. B. Chen・Reginald B. H. Tan | 2002年 |
| Partially carbonized polyimide membranes with high permeability for air separation [J. Chem. Engineer. Japan 36(5): 603-608 (2003)] | 2003年 |
| Norikazu Nishiyama・Wataru Momose・Yasuyuki Egashira・Korekazu Ueyama | 2003年 |
| Fabrication of protein microarrays for immunoassay using the electrospray deposition (ESD) method [J. Chem. Engineer. Japan 36(11): 1370-1375 (2003)]                                                                                                 | 2003年 |
| Bumhwan Lee・Joonwan Kim・Kazuhisa Ishimoto・Yutaka Yamagata・Akihiko Tanioka・Teruyuki Nagamune | 2003年 |
| On-line batch process monitoring using different unfolding method and independent component analysis [J. Chem. Engineer. Japan 36(11): 1384-1396 (2003)]                                                                                              | 2003年 |
| Jong-Min Lee・Changkyoo Yoo・In-Beum Lee | 2003年 |
| Preparation of microporous polypropylene membrane via thermally induced phase separation as support of liquid membranes used for metal ion recovery [J. Chem. Engineer. Japan 36(11): 1397-1404 (2003)]                                               | 2003年 |
| Sheng Sheng Fu・Hideto Matsuyama・Masaaki Teramoto・Douglas R. Lloyd | 2003年 |
| Kinetics of water-gas shift reaction in supercritical water [J. Chem. Engineer. Japan 37(3): 443-448 (2004)] | 2004年 |
| Kenichi Araki・Hideo Fujiwara・Kazuko Sugimoto・Yoshito Oshima・Seiichiro Koda | 2004年 |
| Performance characteristics of a stirred-tank rector with a mechanical foam-breaker utilizing shear force [J. Chem. Engineer. Japan 37(12): 1488-1496 (2004)]                                                                                         | 2004年 |
| Satoshi Takesono・Masayuki Onodera・Masanori Yoshida・Kazuaki Yamagiwa・Akira Ohkawa | 2004年 |
| Properties of filter cake formed in dead-end microfiltration of colloidal particles suspended in aqueous organic solvents [J. Chem. Engineer. Japan 38(4): 271-277 (2005)]                                                                            | 2005年 |
| Eiji Iritani・Yasuhito Mukai・Munetaka Kamiya・Nobuyuki Katagiri | 2005年 |
| Extension of the database modeling to multiple-order dynamic systems [J. Chem. Engineer. Japan 38(4): 289-294 (2005)] | 2005年 |
| Yoshifumi Tsuge・Toshiharu Morishita・Kazuhiro Takeda・Hisayoshi Matsuyama | 2005年 |
| A molecular simulation study on adsorption of acetone/water in mesoporous silicas modified by pore surface silylation [J. Chem. Engineer. Japan 38(12): 999-1007 (2005)]                                                                              | 2005年 |
| Shin-ichi Furukawa・Toshihiro Nishiumi・Naoki Aoyama・Tomoshige Nitta・Masayoshi Nakano | 2005年 |
| Calibration, prediction and process monitoring model based on factor analysis for incomplete process data [J. Chem. Engineer. Japan 38(12): 1025-1034 (2005)]                                                                                         | 2005年 |
| Dong Soon Kim・Chang Kyoo Yoo・Young Il Kim・Jae Hak Jung・In-Beum Lee | 2005年 |
| Preparation and gas permeation properties of composite carbon molecular sieve membranes derived from polyimides with thermally decomposable sulfonic acid salt and/or hexafluoroisopropylidene group [J. Chem. Engineer. Japan 39(2): 131-136 (2006)] | 2006年 |
| Md. Nurul Islam・Kazuhiro Tanaka・Hidetoshi Kita・Ken-ichi Okamoto | 2006年 |
| Application of association model for solubilities of alkali metal chloride in water vapor at high temperatures and pressures [J. Chem. Engineer. Japan 39(10): 1029-1034 (2006)]                                                                      | 2006年 |
| Hidenori Higashi・Yoshio Iwai・Yoshiaki Kitani・Kota Matsumoto・Yusuke Shimoyama・Yasuhiko Arai | 2006年 |
| Epitope screening by use of a random peptide-displayed phage library and polyclonal antibody-coupled liposomes [J. Chem. Engineer. Japan 39(11): 1195-1199 (2006)]                                                                                    | 2006年 |
| Yoichi Kumada・Masao Nogami・Fida Hasan・Masaaki Terashima・Shigeo Katoh | 2006年 |
| Crystallization of ergosterol from hexane solution by a continuous column crystallizer equipped with a water feeding system [J. Chem. Engineer. Japan 39(11): 1200-1205 (2006)]                                                                       | 2006年 |
| Hideo Kawachi・Hiroshi Ooshima | 2006年 |
| Numerical investigation of local oxygen injection effect on argon induction plasmas using a chemically non-equilibrium model [J. Chem. Engineer. Japan 39(12): 1255-1264 (2006)]                                                                      | 2006年 |
| Masaya Shigeta・Nobuhiko Atsuchi・Takayuki Watanabe | 2006年 |
| Incorporation of capillary-like structures into dermal cell sheets constructed by magnetic force-based tissue engineering [J. Chem. Engineer. Japan 40(1): 51-58 (2007)]                                                                              | 2007年 |
| Kosuke Ino・Akira Ito・Hirohito Kumazawa・Hideaki Kagami・Minoru Ueda・Hiroyuki Honda | 2007年 |
| Water quality control for intensive shrimp culture ponds in developing countries using ammonia-nitrogen uptake by seaweed [J. Chem. Engineer. Japan 40(5): 454-462 (2007)]                                                                            | 2007年 |
| Ryuichi Egashira・Kosuke Sato | 2007年 |
| Numerical analysis of the mixing process for a heterogeneously viscous system with high concentration slurry liquids in a stirred vessel [J. Chem. Engineer. Japan 40(8): 645-651 (2007)]                                                             | 2007年 |
| Meguru Kaminoyama・Kazuhiko Nishi・Ryuta Misumi・Tomoyuki Inoue・Hiroshi Takeda | 2007年 |
| Production of fuel gas through the hydrothermal gasification of wastewater using highly active carbon-base catalyst [J. Chem. Engineer. Japan 40(13): 1210-1215 (2007)]                                                                               | 2007年 |
| Hiroyuki Nakagawa・Akio Namba・Atul Sharma・Kouichi Miura | 2007年 |
| Fault detection in chemical processes using discriminant analysis and control chart [J. Chem. Engineer. Japan 41(1): 25-31 (2008)] | 2008年 |
| Xudong Pei・Yoshiyuki Yamashita・Masatoshi Yoshida・Shigeru Matsumoto | 2008年 |
| Mechanism of mutual incorporation of branched chain amino acids and isomorphic amino acids in batch crystallization [J. Chem. Engineer. Japan 41(6): 460-469 (2008)]                                                                                  | 2008年 |
| Toshimichi Kamei・Kazuhiro Hasegawa・Ichiro Fuke・Hidetada Nagai・Masaaki Yokota・Norihito Doki・Kenji Shimizu | 2008年 |
| A new approach for the prediction of gas holdup in bubble columns operated under various pressures in the homogeneous regime [J. Chem. Engineer. Japan 41(8): 744-755 (2008)]                                                                         | 2008年 |
| Stoyan Nedeltchev・Adrian Schumpe | 2008年 |
| Activity modeling for integrating environmental, health and safety (EHS) consideration as a new element in industrial chemical process design [J. Chem. Engineer. Japan 41(9): 884-897 (2008)]                                                        | 2008年 |
| Hirokazu Sugiyama・Masahiko Hirao・Ulrich Fischer・Konrad Hungerbühler | 2008年 |
| Classification and diagnostic output prediction of cancer using gene expression profiling and supervised machine learning algorithms [J. Chem. Engineer. Japan 41(9): 898-914 (2008)]                                                                 | 2008年 |
| Changkyoo Yoo・Krist V. Gernaey | 2008年 |
| Promotional effect of titanium on the catalytic performance of anodic alumina supported silver catalyst for the selective reduction of NO with propene [J. Chem. Engineer. Japan 42(3): 172-183 (2009)]                                               | 2009年 |
| Jian Chen・Yu Guo・Nobuhisa Uesawa・Lu Zhou・Huabo Li・Yi Yao・Qi Zhang・Weiyong Ying・Makoto Sakurai・Hideo Kameyama | 2009年 |
| Preparation of L929 cell array by magnetic pin holder device for single cell function analysis [J. Chem. Engineer. Japan 42(4): 290-297 (2009)] | 2009年 |
| Hironobu Koide・Yayoi Isaji・Mina Okochi・Hiroyuki Honda | 2009年 |
| Modeling for PEFC MEAs based on reaction rate on Pt surface and microstructures of catalyst layers [J. Chem. Engineer. Japan 42(8): 616-631 (2009)]                                                                                                   | 2009年 |
| Nuttapol Limjeerajarus・Yosuke Nishiyama・Hidenori Ohashi・Taichi Ito・Takeo Yamaguchi | 2009年 |

#### 教育奨励賞
化学工学会正会員であり、化学工学に関する独創的、萌芽的な教育（講義、演習、実験など）を実践している満50歳以下の教員に授与される。推薦者は正会員、あるいは化学工学系の学科／大学院専攻を取り纏める責任者（学科長／専攻長に相当する者）に限られ、被推薦人の了解を得た後、推薦書1通を配達が証明できる方法で提出する。推薦された候補者は、業績内容説明書を教育奨励賞係に配達が証明できる方法で提出しなければならない。なお、化学工学会会長及び人材育成センター長、教育奨励賞選考委員は、受賞候補者となることはできない。
| 受賞者 / 功績 | 受賞年 |
| ------------- | ------ |
| 寺坂宏一      | 2009年 |
|               | 2009年 |
| 二井 晋       | 2009年 |
|               | 2009年 |

#### 地域CT賞
支部活動などを活性化させることで会に貢献のあった者に授与される。(1) 新規に事業を起こし、功績がある、(2) 地域に密着して活動し、地域に多大な貢献を及ぼした、(3) 長期間にわたり活動を続け、功績がある、④ 化学工学会全体に多大な寄与を及ぼした、⑤ その他、支部活動において顕著な業績をあげた、以上5つの基準に合致し、各支部から推薦を受けた者が対象となる。

## 関連学会
- 日本化学会
- 分離技術会
- 触媒学会
- 計測自動制御学会
- システム制御情報学会
- 日本プラントヒューマンファクター学会
- 日本エネルギー学会
- 粉体工学会
- 日本吸着学会
- ゼオライト学会
- 日本粉体工業技術協会
- 粉体粉末冶金協会
- Chemical Industry and Engineering Society of China
- Korean Institute of Chemical Engineers
- American Institute of Chemical Engineers
- Deutsche Gesellschaft für Chemisches Apparatewesen
- The Institution of Chemical Engineering